# Lion
Panthera leo
«  Lionceau (animal) » et «  Lionne (animal) » redirigent ici. Pour les autres significations, voir Lionceau et Lionne.
Pour les articles homonymes, voir Lion (homonymie).
Vous lisez un « article de qualité » labellisé en 2007.
Espèce
Synonymes
- Felis leo Linnaeus, 1758 (protonyme)

Répartition géographique
Statut de conservation UICN

 VU A2abcd : Vulnérable
Statut CITES
Le Lion (Panthera leo) est une espèce de mammifères carnivores de la famille des Félidés. La femelle du lion est la lionne, son petit est le lionceau. Le mâle adulte, aisément reconnaissable à son importante crinière, accuse une masse moyenne qui peut être variable selon les zones géographiques où il se trouve, allant de 145 à 180 kg pour les lions d'Asie à plus de 225 kg pour les lions d'Afrique. Certains spécimens très rares peuvent dépasser exceptionnellement 300 kg. Un mâle adulte se nourrit de 7 kg de viande chaque jour contre 5 kg chez la femelle. Le lion est un animal grégaire, c'est-à-dire qu'il vit en larges groupes familiaux, contrairement aux autres félins. Son espérance de vie, à l'état sauvage, est comprise entre 7 et 12 ans pour le mâle et 14 à 20 ans pour la femelle, mais il dépasse fréquemment les 30 ans en captivité.
Le lion mâle ne chasse qu'occasionnellement, il est chargé de combattre les intrusions sur le territoire et les menaces contre la troupe. Le lion rugit. Il n'existe plus à l'état sauvage que 16 500 à 30 000 individus dans la savane africaine, répartis en deux sous-espèces, et environ 300 dans le parc national de Gir Forest (nord-ouest de l'Inde). Il est surnommé « le roi des animaux » car sa crinière lui donne un aspect semblable au Soleil, qui apparaît comme « le roi des astres ». Entre 1993 et 2017, sa population a baissé de 43 %.

## Description

### Biométrie

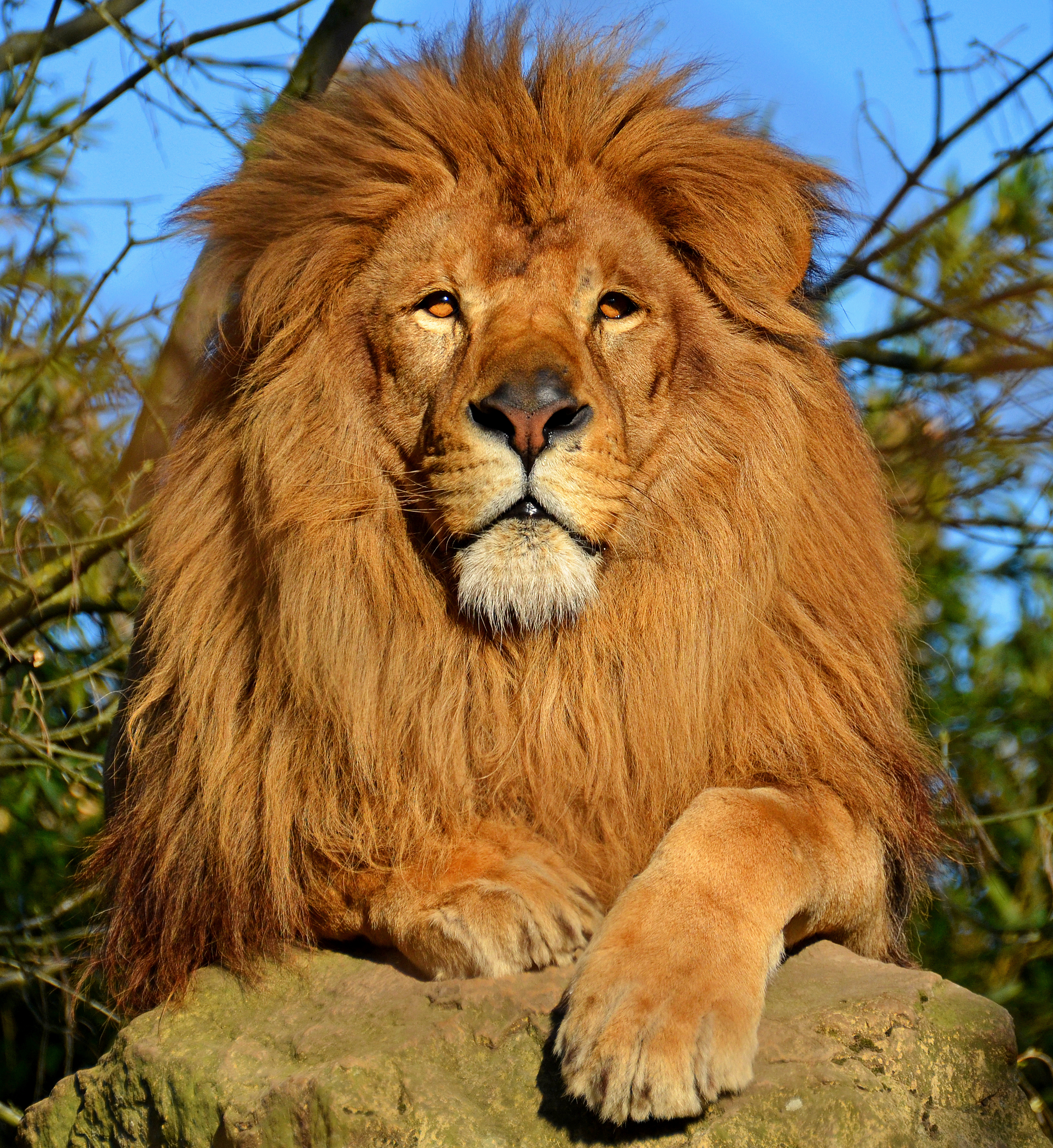
Lion mâle adulte

Le lion est le deuxième plus grand félidé, après le tigre, et ainsi le plus grand carnivore d'Afrique. Un mâle mesure de 172 à 250 centimètres de long du bout du museau à la base de la queue et possède une queue d'en moyenne 90 centimètres. Les mâles atteignent une masse comprise entre 145 et 225 kilogrammes à l'âge adulte. Les femelles adultes mesurent de 158 à 192 centimètres sans la queue et possèdent une queue mesurant environ 85 cm. Elles pèsent entre 83 et 168 kg et ont une corpulence en moyenne 20 à 50 % moins importante que celle d'un mâle.
La taille au garrot peut varier de 100 à 128 cm (en moyenne, 123 cm pour les mâles et 107 cm pour les femelles). Les plus grands mâles peuvent exceptionnellement atteindre une taille à l'épaule de 1,50 m.[réf. nécessaire] Ils peuvent ainsi avoir une taille à l'épaule de 30 cm plus importante que celle des tigres mais sont moins longs que ces derniers. Si une taille de 189–300 cm du bout du museau à la base de la queue a souvent été évoquée pour le tigre, il est admis que le tigre est au maximum 30 cm plus long que le lion, soit d'une longueur de 2,80 m du bout du museau à la base de la queue. Les plus grands lions vivent dans le sud de l'Afrique, les plus petits en Asie. Le record du monde de poids dans la vie sauvage est détenu par un lion du Transvaal de 313 kg. Les lions en captivité ont tendance à être plus gros que les lions vivant dans la nature ; dans certains cas, les lions ont atteint en captivité un poids de 375 kg, notamment le célèbre lion à crinière noire du zoo de Colchester en Angleterre, Simba, dont la masse a été reconnue par le Livre Guinness des records,.

### Tête

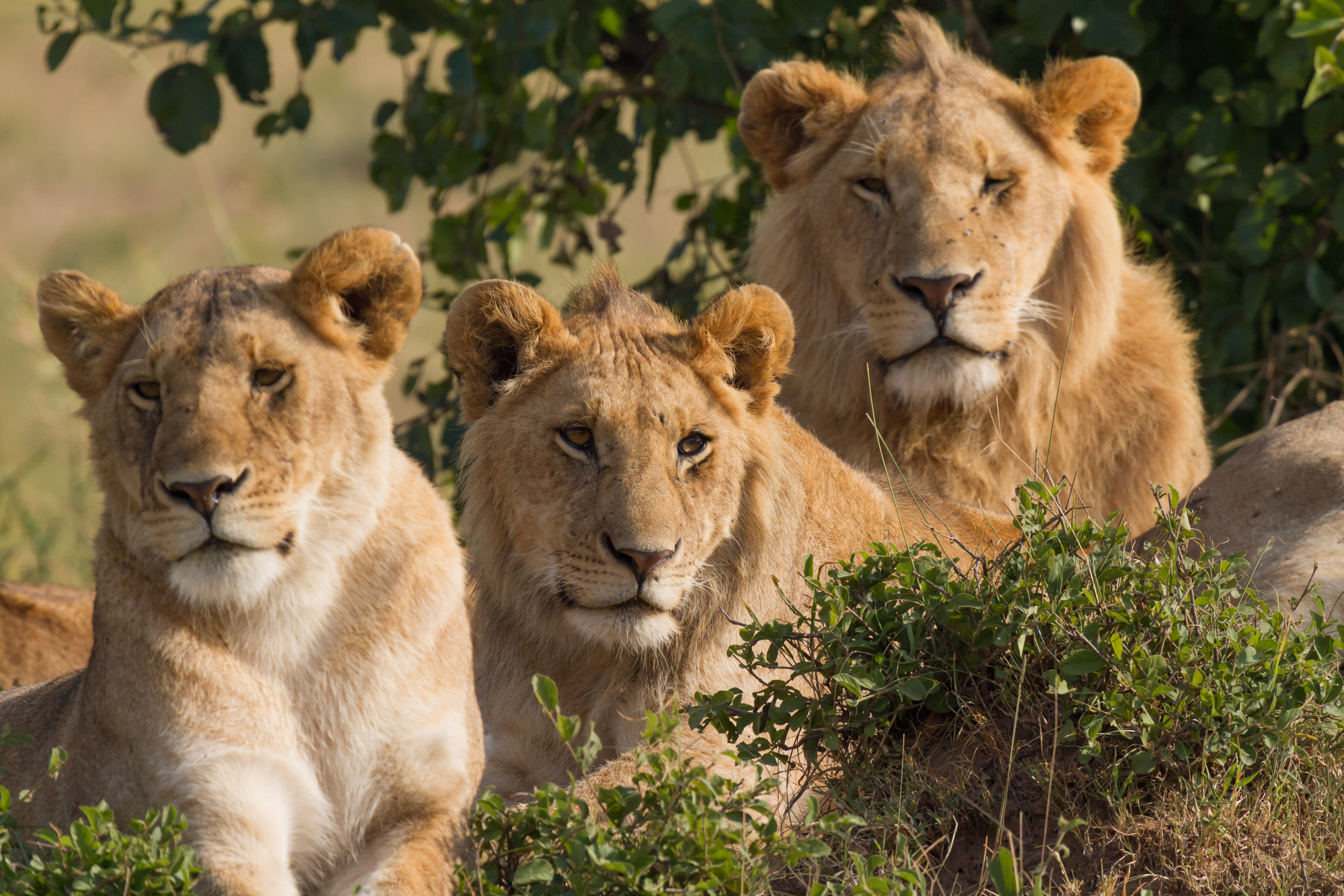
Portrait de deux mâles et d'une femelle, dans la réserve du Masaï-Mara, au Kenya.

Avec une longueur de crâne de 26,7 à 42 cm en moyenne, il est généralement admis que c'est le lion qui possède la plus grande longueur de crâne parmi les grands félins, devançant ainsi dans ce domaine le tigre de Sibérie qui est la sous-espèce de tigre ayant le crâne le plus imposant avec une longueur en moyenne de 25,3 à 38 cm environ.
Les lions ont des yeux ambre voire jaunes et une truffe noire. Leurs oreilles, couleur sable, sont arrondies. Leurs canines peuvent atteindre six centimètres de long. Leur langue est recouverte de papilles cornées recourbées leur permettant de saisir la nourriture, mais aussi de se débarrasser des parasites.

#### Crinière
Les mâles possèdent une longue crinière, le plus souvent brun foncé, mais également, dans certains cas, noire, brun clair ou fauve. Les lions du Tsavo sont quant à eux dépourvus de crinières. La crinière apparaît vers l'âge de trois ans et s'étend des joues jusqu'au-dessus des épaules, quelquefois aussi sur le ventre et sur la poitrine. La forme et la couleur des mâles peuvent varier non seulement entre les individus, mais également chez un même individu au cours de sa vie en fonction de sa constitution physique.
Une crinière longue et foncée est un indicateur d'une bonne constitution et d'une grande force de combat, car le statut hormonal et la nutrition ont des conséquences sur l'épaisseur ainsi que sur la longueur de la crinière. Des examens expérimentaux avec des crinières empaillées ont montré que les femelles réagissent positivement aux modèles avec une crinière longue et sombre, et que les mâles évitent les modèles aux crinières prononcées. L'explication en est qu'une crinière foncée et épaisse constitue un handicap, car elle capte et conserve la chaleur. Les mâles ainsi handicapés, mais néanmoins « survivants », se révèlent donc être les porteurs de meilleurs gènes. Cela est avéré par le fait qu'un animal affaibli d'une manière ou d'une autre présente une crinière plus claire et moins importante (des changements d'aspect de la crinière ont été observés chez un même individu au cours du temps).
En pratique, la crinière pourrait être une protection contre les coups de griffes lors de combats contre des mâles rivaux.

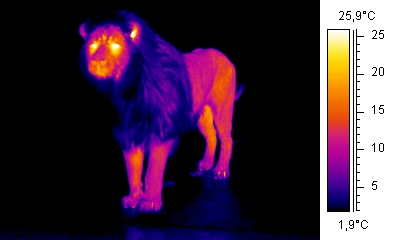
Image thermographique d'un lion.

Par ailleurs, les dernières recherches ont également prouvé que la température a aussi un effet important sur la longueur de la crinière, et les mâles de régions plus froides, même indépendamment de leur sous-espèce, forment une crinière plus importante que ceux vivant dans des régions très chaudes. Ainsi, les individus mâles des zoos de régions au climat plus continental forment le plus souvent une crinière bien plus importante que celle de leurs congénères restés dans des pays plus chauds,.
Chez les lions d'Asie, ainsi que certains spécimens d'Afrique de l'Ouest (au parc de la Pendjari au Bénin, par exemple), la crinière est clairement moins prononcée que chez leurs cousins d'Afrique, les poils ont la particularité d'être également plus fins.

#### Vibrisses
Tout comme les autres félins, le lion a de nombreuses moustaches épaisses, également connues sous le nom de vibrisses. Ces longs poils sensibles aux vibrations aident le lion à se diriger dans l'obscurité, ou quand son champ visuel est obstrué. La majeure partie de sa chasse se déroulant la nuit, ils l'aident presque à « sentir » son chemin dans l'obscurité, le nez vers le ciel. Les plus longues moustaches sont sur sa lèvre supérieure ; ce sont les vibrisses mystaciales. Les moustaches au-dessus des yeux sont appelées les vibrisses superciliaires. Il y a également des vibrisses sur l'une ou l'autre joue, appelées les vibrisses géniales. Les vibrisses peuvent se développer non seulement sur le visage, mais aussi bien sur le dos des pattes : ces dernières sont appelées poils de carpelle et sont utilisées pour ressentir des vibrations terrestres.
Il est possible d'identifier les lions en dénombrant les points noirs qui mouchettent leur peau au-dessus de leurs babines, à la base des poils de leurs moustaches.

### Corps

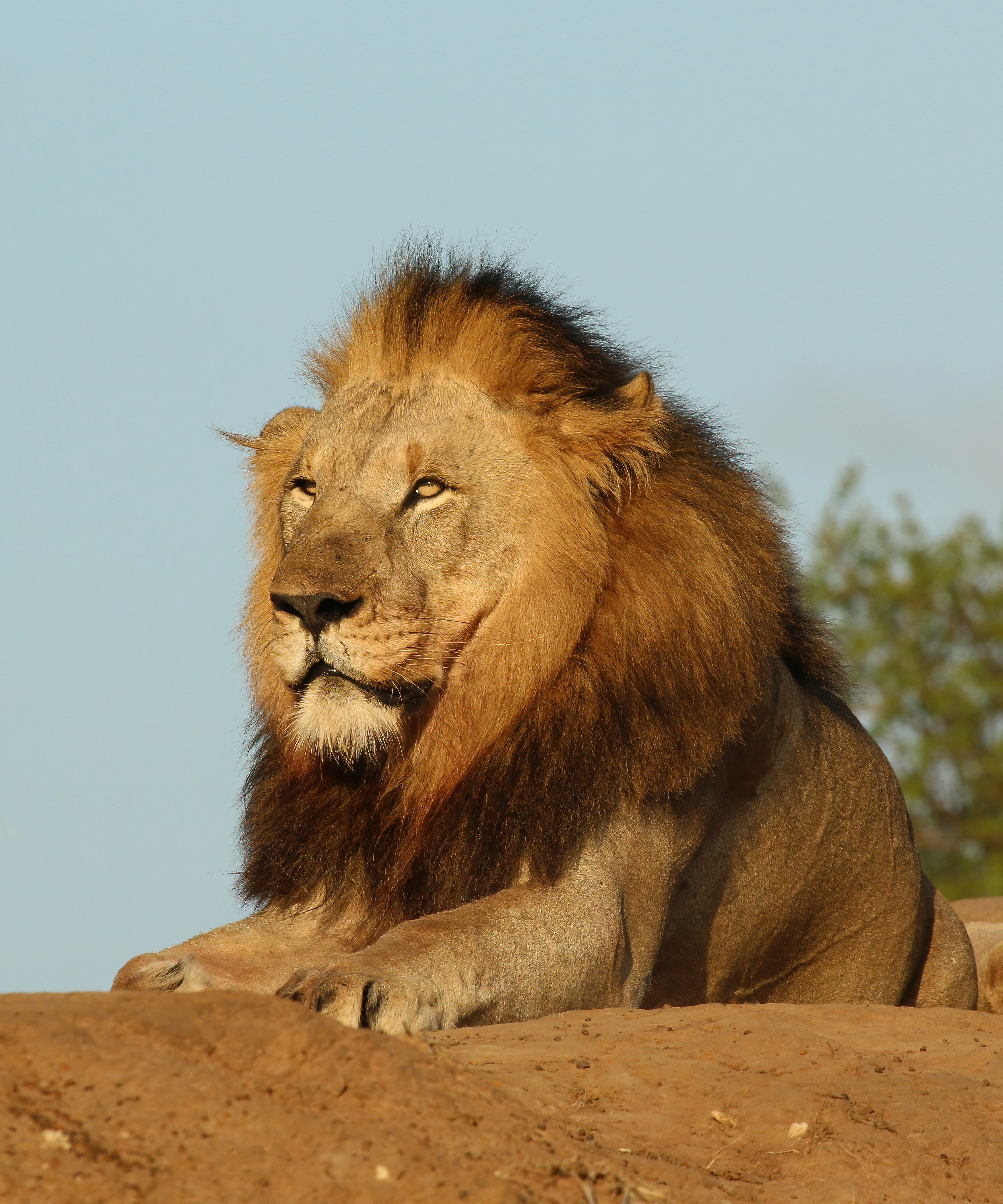
Un lion mâle, à six ans, dans la Phinda Private Game Reserve (Afrique du Sud).

Les lions ont une musculature imposante et très développée. Leur corps est allongé et trapu sur d'épaisses pattes musclées. Celles-ci permettent de mettre à terre des proies pouvant faire plusieurs fois leur propre taille et possèdent des griffes rétractiles qui sont protégées par des fourreaux de chair. Leur mâchoire est puissante pour être capable de déchirer l'épaisse peau des proies (telles que les gnous), et pour rester accrochée sur une proie qui chercherait à faire tomber le prédateur de son dos. Les muscles des pattes sont également capables d'infliger de sérieux dommages. Un grand coup de patte d'un lion est assez puissant pour provoquer la rupture des organes internes et même pour casser des os.

#### Couleur du pelage

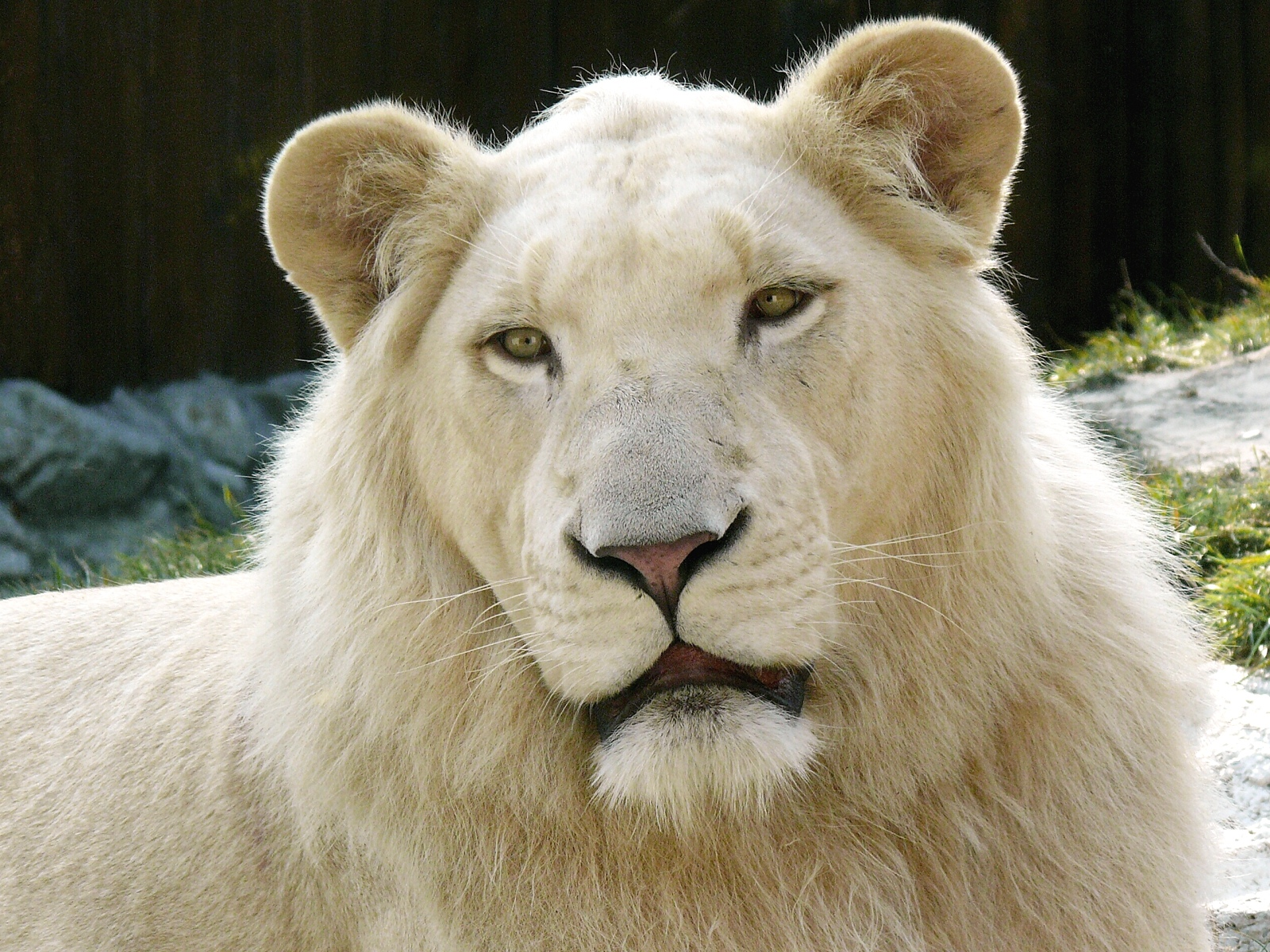
Lion blanc.

Leur pelage court est de couleur sable, jaune-or ou ocre foncé. La face intérieure des pattes est toujours plus claire, tout comme le ventre, chamoisé chez le mâle, presque blanc chez la femelle. Les jeunes lionceaux ont des taches sombres sur l'ensemble du corps, mais qui disparaissent déjà au cours de la première année. Dans des cas très rares, ces taches restent encore visibles à l'âge adulte, mais demeurent insignifiantes, n'étant visibles que de près.
Comme chez les tigres, il existe chez les lions des cas occasionnels de leucistisme ; environ 300 spécimens en captivité et moins de 20 à l'état sauvage possèdent cette particularité génétique due à un gène récessif, qui donne une couleur blonde, crème voire blanche au pelage. Le leucistisme est différent de l'albinisme, et ne pose aucun problème direct sur la physiologie de l'animal. Les yeux conservent leurs pigments et restent le plus souvent de couleur normale (noisette ou or), mais peuvent également être bleu-gris ou vert-gris. Les lèvres et les coussinets restent également normalement pigmentés.
Chez le mâle leucistique, la crinière ainsi que l'extrémité de la queue, normalement sombres voire noires, sont très pâles. Les spécimens les plus connus sont sans doute les lions blancs de Timbavati en Afrique du Sud, où deux lions blancs sont nés d'une lionne et d'un lion de couleur fauve dans une réserve naturelle privée. Chris McBride a été le premier à les observer en octobre 1975 et a écrit deux livres sur le sujet,. En 2005, deux lionceaux au pelage blanc et aux yeux bleus sont nés dans un parc zoologique à proximité d'Agen et quatre au parc zoologique de Jurques, près de Caen, le 20 mai 2007, de deux parents blancs également. Le zoo de Beauval en Loir-et-Cher fut le premier parc français à présenter un couple de lions blancs au public.
Il n'existe aucune preuve tangible de l'existence de lions mélaniques (noir).

#### Excroissance caudale
La queue des lions se termine par un pinceau de poils noirs, indispensable contre les mouches. À l'extrémité se trouve une vertèbre non développée, découverte par Didyme d'Alexandrie. Ce dernier trouva à l'extrémité de la queue, caché au milieu des poils, un ergot corné noirâtre, et il supposa que c'était là l'organe qui, lorsque le lion, au moment du danger, agitait violemment sa queue, lui piquait les flancs à la manière d'un éperon et l'excitait à se jeter sur ses ennemis. Cette observation passa presque inaperçue, et soit que les naturalistes modernes n'en eussent pas connaissance, soit qu'ils la révoquassent en doute, aucun d'eux n'en parla jusqu'à Johann Friedrich Blumenbach, qui confirma l'exactitude du fait anatomique rapporté par Didyme, mais sans adopter l'opinion de celui-ci relative aux usages de cette partie.
Tout à l'extrémité de la queue du lion, l'ergot noirâtre de consistance cornée, de 8 à 11 mm de longueur, est entouré à sa base par un repli annulaire de la peau et adhère fermement à un follicule unique d'apparence glanduleuse ; la couleur est celle de la corne, devenant d'ailleurs de plus en plus obscure, jusqu'à l'extrémité qui est presque noire. Il est comprimé latéralement dans toute son étendue ; droit depuis la pointe jusqu'au tiers de sa longueur, il se coude légèrement en ce point, qui est marqué par une faible dépression ; à partir de cette courbure, il s'élargit rapidement jusqu'à sa base. Ces parties, si petites, et la pointe cornée sont littéralement ensevelies au milieu de la touffe terminale de la queue. Gérard Paul Deshayes, en 1829, décrit cette partie comme une sorte d'ongle ou de production cornée ayant la forme d'un cône un peu recourbé vers la pointe, adhérant par sa base à la peau seulement, et non à la dernière vertèbre caudale, dont il est séparé de 4 à 6 mm. Cet ergot peut être assez facilement détaché, l'adhérence n'est pas bien forte et il reste mou à sa base dans toute la partie qui adhérait à la peau. Il manque fréquemment sur les spécimens ; la présence de cet organe semble cependant indépendante de l'âge ainsi que du sexe.

### Performances physiques
Il est communément admis que les lionnes sont plus rapides que les mâles et peuvent atteindre des vitesses maximales proches de 60 km/h,, mais cette vitesse ne peut être maintenue que sur de faibles distances. Très musclés et longs, ils peuvent faire des sauts remarquables, de 3,70 m en hauteur et 11 m de longueur.

## Taxinomie
Le lion, tout comme le léopard, le tigre, le jaguar et l'once, fait partie du genre Panthera de la famille des Felidae.

### Phylogenèse

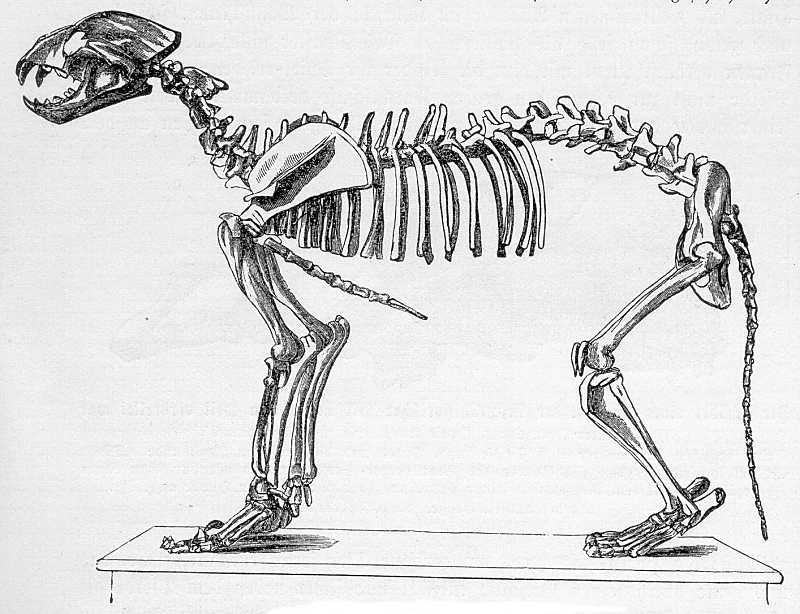
Schéma du squelette d'un lion des cavernes.

La phylogenèse est l'étude de l'apparition et de la formation d'une espèce grâce à des fossiles. Le plus ancien fossile de lion a été découvert à Laetoli en Tanzanie ; d'après les datations, il aurait probablement 3,5 Ma.
Panthera leo est identifié pour la première fois en Europe, sur le site italien d'Isernia, par le fossile d'un lion des cavernes primitif (Panthera leo fossilis) âgé de plus de 700 000 ans. Une mâchoire inférieure de lion des gorges d'Olduvai en Tanzanie, plus vieille de 1,75 Ma, montre des ressemblances frappantes avec le lion des cavernes primitif. Ceux-ci sont considérés comme les plus grands lions d'Europe et ont chassé pendant l'interglaciaire cromérien, il y a plus de 500 000 ans, près de Wiesbaden en Hesse et près de Heidelberg dans le Bade-Wurtemberg. Quelques spécimens étaient presque aussi longs que les plus grands lions de l'histoire de la Terre, les lions américains (Panthera leo atrox) de Californie qui ont atteint un record de longueur : jusqu'à 3,60 mètres de long avec la queue (longueur hors queue, environ 2,40 mètres). La plupart des lions découverts en Europe sont des lions des cavernes (Panthera leo spelaea) ; apparus lors de la période glaciaire de Mindel, ils correspondent à une évolution des lions des cavernes primitifs. Bien qu'il ne soit spécialement apparenté avec aucune des sous-espèces, les études sur l'ADN ont confirmé que le lion des cavernes était un lion authentique,. Une autre sous-espèce a vécu, quant à elle, en Asie nord-orientale, en Béringie — au niveau de l'actuel détroit de Béring —, appelée lion de Sibérie orientale et de Béringie (Panthera leo vereshchagini). En Europe centrale, en Asie du Nord et en Amérique, les lions étaient, jusqu'à la fin du Pléistocène, une espèce fréquente de la faune locale qui disparut à la fin de la dernière période de glaciation.

### Sous-espèces

#### Sous-espèces modernes

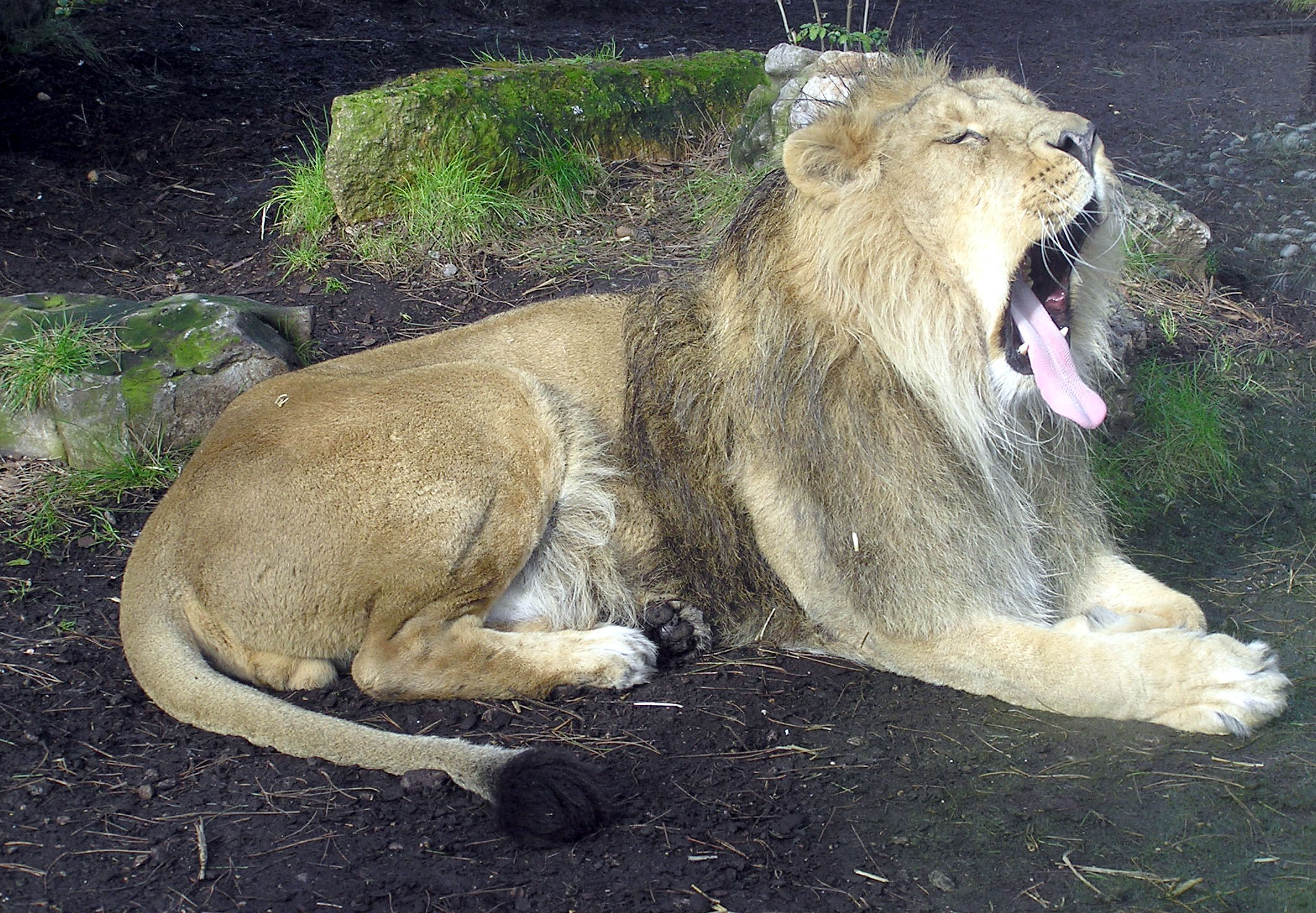
Lion asiatique à Bristol.

Douze sous-espèces étaient traditionnellement reconnues, la plus grande étant le lion de l'Atlas disparu de la nature au cours du XXe siècle mais qui existe encore en captivité. Les différences majeures entre ces différentes subdivisions de l'espèce étaient la localisation et la taille de la crinière et du corps : la plupart de ces formes anciennement décrites sont à présent considérées comme invalides car ne prenant pas en compte la variabilité naturelle entre les individus. De plus, certaines descriptions de sous-espèces étaient basées sur des spécimens détenus par des zoos, dont l'origine n'était pas toujours certaine. En 2004, seules huit sous-espèces sont reconnues,,, ; parmi les sept sous-espèces africaines proposées, le lion du Cap (Panthera leo melanochaita) est probablement non valide.
Toutefois, de récentes analyses génétiques menées sur différentes sous-espèces de lion ont conduit à réduire le nombre de sous-espèces à deux : en 2008, l'Union internationale pour la conservation de la nature (UICN) ne reconnaît ainsi que le Lion d'Afrique (Panthera leo leo) et le lion d'Asie (Panthera leo persica).
- Le lion d'Afrique (Panthera leo leo) : auparavant répandu dans toute l'Afrique et Europe méridionale, il ne se trouve à présent qu'à partir du sud du Sahara jusqu'au nord de l'Afrique du Sud.
- Le lion d'Asie (Panthera leo persica) est très semblable au lion africain. D'après les recherches biomoléculaires, il se sépara il y a 50 000 à 100 000 ans de son cousin africain. Il possède une crinière moins importante et un pli au milieu du ventre. À cela il faut encore ajouter une pilosité beaucoup plus importante au niveau du coude. Le lion asiatique est en général plus petit que l'africain, il est de 10 à 20 % plus petit que le lion d'Afrique[2]. Un mâle adulte a une masse corporelle comprise entre 160 et 190 kilogrammes, une femelle entre 110 et 120 kilogrammes. Il s'étendait autrefois sur l'ensemble du sous-continent indien. La taille du groupe est en moyenne moins importante que celle de son homologue africain. Au début du XXe siècle, la sous-espèce semblait destinée à disparaître : il n'y avait alors plus qu'une vingtaine d'individus. La forêt de Gir et ses alentours furent alors déclarés « protégés » et en 1965 fut créé le parc national de la forêt de Gir ; la population put à nouveau augmenter à hauteur de 300 animaux, qui toutefois sont menacés par un territoire bien trop petit (250 km2) et par un fort croisement d'animaux apparentés, qui a mené à la perte de la diversité génétique de ces lions.

#### Les sous-espèces «des cavernes»
Les lions des cavernes sont aujourd'hui tous éteints. Ils vivaient en Eurasie et en Amérique. On peut supposer qu'ils possédaient une touffe de poils noirs au bout de leur queue, tout comme les lions modernes. On pense que, contrairement aux lions actuels, ils chassaient seuls ou en couple. Cela a été prouvé par les lions de Rancho La Brea, en Californie, où les jeunes avaient des dents plus usées que les jeunes lions modernes. Ils ont pu habiter des grottes ou dans des failles pendant l'hiver.
- Le lion des cavernes primitif (Panthera leo fossilis) est le lion du Pléistocène inférieur et moyen. Il était autrefois présent dans une bonne partie de l'Ancien Monde.

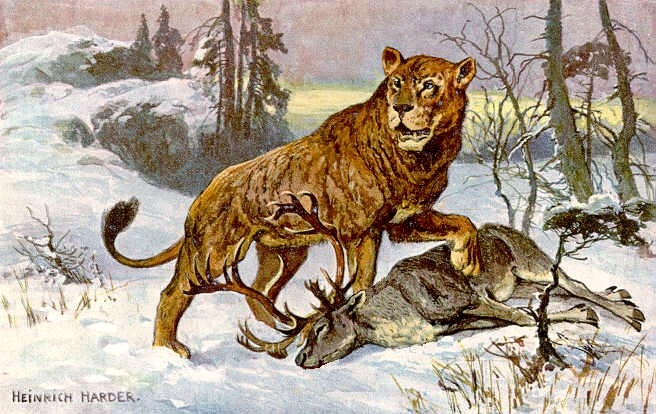
Peinture d'un lion des cavernes par Heinrich Harder.

- Le lion des cavernes (Panthera leo spelaea) est le lion du Pléistocène supérieur. Il était présent dans l'Europe entière. L'extinction de ces animaux associés à des milieux ouverts de climat tempéré ou froid est sans doute liée à un changement climatique (et éventuellement à la disparition des proies dont ils se nourrissaient) plutôt qu'à une chasse intensive par les groupes humains. Découvert au XIXe siècle, il a tout d'abord été rapproché des espèces modernes de taille voisine, à savoir les tigres et les lions. En décrivant le crâne type de Gailenreuth, Georg August Goldfuss estima qu'il était distinct des taxons modernes. Il est considéré aujourd'hui comme une sous-espèce indépendante, avec toutefois suffisamment de caractères léonins pour justifier son rattachement à l'espèce Leo. Il s'agit de l'ancêtre direct du lion moderne[28]. Il est possible que les mâles n'aient pas eu de crinière, ou qu'ils en aient eu une très petite et primitive. En effet, les représentations de lion dans l'art paléolithique ne présentent pas de crinière aussi fournie que celle des lions actuels. On ne sait pas non plus s'ils avaient des sortes de taches dispersées sur leur pelage ou bien si leur couleur était uniforme.
- Le lion de Sibérie orientale et de Béringie (Panthera leo vereshchagini) n'existait que dans la province de Yakoutie en Russie, en Alaska et dans le territoire du Yukon au Canada. Une analyse menée sur des crânes fossiles et leurs mandibules montre que ce lion est bel et bien une nouvelle sous-espèce différente des autres lions préhistoriques, à savoir le lion d'Amérique par une taille supérieure et le lion des cavernes par une taille inférieure[35],[28].
- Le lion d'Amérique (Panthera leo atrox) était présent de l'Alaska au Pérou pendant tout le Pléistocène supérieur. Ces lions ressemblaient beaucoup aux lions modernes, mais étaient bien plus grands. D'après certaines représentations dans les cavernes, le lion américain aurait possédé quelques rayures, mais bien moins importantes que celles du tigre. On suppose qu'ils chassaient alors des animaux moins rapides mais plus robustes, comme le bison, mais leur force et leur poids leur permettaient d'abattre la proie au sol. Ils s'attaquaient également aux chevaux, à des cervidés, et même à de jeunes mammouths. Beaucoup de lions ont été retrouvés dans les restes de camps humains datés du Paléolithique, cela laisse penser que les lions étaient chassés par les hommes. Dans l'Idaho, des restes de lion américain ont été retrouvés dans les débris d'une grotte appelée « Jaguar Cave », ils sont datés de 10 300 ans. Plusieurs autres fossiles prouvent que ces lions ont été chassés par les premiers Amérindiens[36].

### Hybrides
La cryptozoologie s'est longtemps intéressé aux Marozis, prétendus lions tachetés, à courte crinière qui vivaient dans les hauts plateaux du Kenya. La peau d'un lion de ce genre est gardée encore aujourd'hui au muséum d'histoire naturelle de Londres. Depuis la fin des années 1930, il n'y a plus eu d'apparitions. Aujourd'hui, certains supposent qu'il s'agissait d'hybrides, produits d'un croisement entre un lion et un autre félin.
Les noms des hybrides sont composés de la première syllabe du père, suivie d'une syllabe de la mère :
| Parent mâle | Parent femelle | Nom de l'hybride |
| ----------- | -------------- | ---------------- |
| Lion        | Tigresse       | Ligre            |
| Tigre       | Lionne         | Tigron           |
| Lion        | Jaguar         | Liguar           |
| Jaguar      | Lionne         | Jaglion          |
| Lion        | Léopard        | Liard            |
| Léopard     | Lionne         | Léopon           |

Les mâles sont le plus souvent stériles, à cause de la fragilité des spermatozoïdes, mais les femelles peuvent être fertiles (règle d'Hardane).

## Répartition géographique

### Répartition ancienne

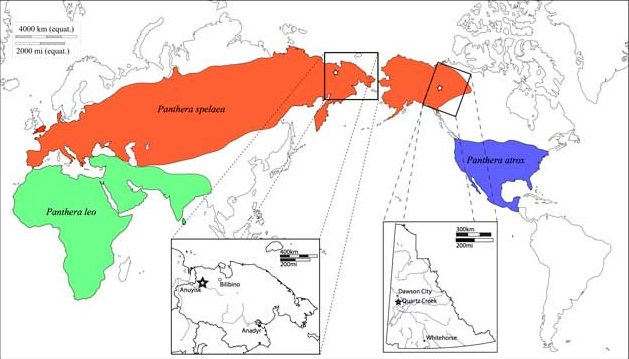
Ancienne localisation des espèces de lions.

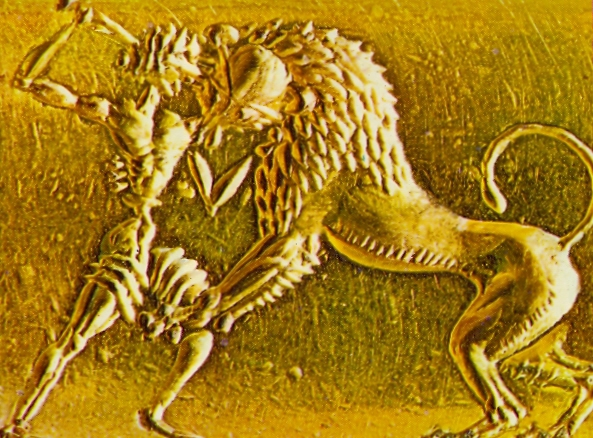
Homme combattant un lion européen. Relief en creux sur une bague en or d'époque mycénienne,, Grèce.

Autrefois, le lion devait posséder la répartition géographique la plus étalée de tous les mammifères terrestres. Le lion d'Amérique (Panthera atrox) était présent du Pérou à l'Alaska pendant tout le pléistocène supérieur, tandis que des cousins (Panthera spelaea, le lion des cavernes) occupaient la Sibérie et l'Europe centrale, et d'autres encore étaient répartis entre l'Inde et l'Afrique du Sud. L'étendue de la répartition perd toutefois de son importance à la fin de la dernière glaciation.
La répartition du lion durant l'Holocène (l'époque géologique et climatique actuelle) jusqu'aux temps historiques est plus restreinte mais a cependant été importante. Elle couvrait presque toute l'Afrique, mais aussi l'Europe de l'Est et du Sud, ainsi que le Moyen-Orient et l'Inde. Les rares ossements retrouvés montrent qu'en Europe il était présent au moins dans la péninsule Ibérique (nord de l'Espagne) au début de l'Holocène, tandis que dans la seconde moitié de l'Holocène (Néolithique et âge du bronze) des lions vivaient en Europe de l'Est (Hongrie, Ukraine, sud de la Russie), dans les Balkans et en Europe du Sud. Le lion a perduré en Europe jusqu'à l'Antiquité. Il a été un symbole fort dans la culture européenne, abondamment représenté dans l'art mycénien puis dans l'art grec classique et l'art scythe entre autres. De nombreux auteurs qui leur étaient contemporains ont rapporté leur présence en Europe : Hérodote considérait le lion comme étant abondant en Thrace dans le nord de la Grèce en son temps au Ve siècle av. J.-C., mais Aristote le considère déjà comme rare au IVe siècle av. J.-C., et au Ier siècle de notre ère il semble avoir entièrement disparu. Sa disparition en Europe est probablement due à la concurrence avec l'homme (expansion de l'élevage pastoral), à la chasse de prestige dont il a longtemps fait l'objet (les scènes de chasses et de combats avec des lions sont omniprésentes dans l'art antique), ainsi que par leur capture intensive pour les arènes romaines. Il est cependant encore signalé au Daghestan au Moyen Âge. Il était également autrefois bien présent en Anatolie, en Transcaucasie et au Proche-Orient, et il est ainsi mentionné dans la Bible. Mais il a disparu du Levant au Moyen Âge, puis au XIXe siècle d'Anatolie et de l'est de la Syrie (Haute Mésopotamie), puis du sud de l'Irak en 1918, et enfin les derniers spécimens d'Iran sont mentionnés dans les années 1940.
De la même manière, les populations de lions d'Asie (Panthera leo persica) ont en quasi-intégralité disparu au XXe siècle. Un dernier groupe de survivants s'est toutefois réfugié dans le parc national de la forêt de Gir dans l'État de Gujarat, en Inde.
Les derniers spécimens sauvages de lions de l'Atlas (Panthera leo leo) ont disparu au milieu du XXe siècle. Le dernier à être abattu l'a été au Maroc en 1942 à Taddert (versant nord du Tizi n'Tichka, Haut Atlas), et les autres ont dû disparaître lors de la destruction des forêts de Kabylie, au nord de Sétif, en 1958, durant la guerre d'indépendance algérienne.

### Répartition actuelle

Répartition géographique actuelle du lion en Afrique.

Aujourd'hui, sa diffusion est largement limitée à l'Afrique subsaharienne. Néanmoins, l'extrême sud de l'Afrique ne compte plus de lions depuis les années 1860, époque de l'extinction du lion du Cap (Panthera leo melanochaita). En Afrique du Nord, le lion de l'Atlas (Panthera leo leo) s'est éteint dans les années 1920. Les populations significatives de lions africains sont localisées dans les parcs nationaux du Kenya, de Tanzanie et d'Afrique du Sud et se font rares en dehors des zones protégées. Classé comme « vulnérable » par l'Union internationale pour la conservation de la nature (UICN), le lion est exposé à un risque d'extinction.
En Inde, le lion d'Asie ne vit plus que dans un ultime refuge : le parc national de la forêt de Gir dans l'État de Gujarat. Après être passé assez près de l'extinction au XXe siècle, des mesures efficaces de protection ont permis à la population de lions d'augmenter à nouveau ces dernières décennies dans cette réserve, pour atteindre en 2017 environ 650 spécimens (contre 523 en 2015 et 411 en 2010). La réserve étant désormais trop petite pour supporter une telle population de lions en croissance rapide, des projets de réintroduction dans d'autres régions d'Inde et en Iran sont régulièrement discutés.

## Habitat, écologie
Bien qu'étant aujourd'hui confiné presque uniquement à la savane africaine, la répartition passée du lion montre qu'il a une grande capacité d'adaptation et peut vivre dans de nombreux habitats et sous des climats très différents, tempérés à tropicaux. Le lion est cependant inféodé aux milieux ouverts ou semi-ouverts plutôt secs. En Afrique, l'habitat naturel du lion est donc principalement la savane, mais aussi les forêts décidues semi-ouvertes (forêt tropicale sèche) et les semi-déserts. L'espèce manque ainsi naturellement dans les forêts tropicales humides denses d'Afrique centrale, dans les marais à végétation trop haute, et dans les déserts les plus arides de l'Afrique du Nord et du Proche-Orient. En Inde, le lion d'Asie pouvait vivre autrefois dans les mêmes régions que le tigre, car ils n'occupaient pas les mêmes habitats et ne chassaient pas les mêmes proies, le tigre vivant plutôt dans les forêts denses et autres végétations très fournies comme les marais. Il n'y avait donc que peu de concurrence entre ces deux espèces, leur niche écologique était bien différenciée.

## Mode de vie

### Comportement social
Contrairement aux autres fauves, plutôt solitaires, les lions vivent dans des troupes, qui sont des unités sociales permanentes, composées de femelles apparentées entre elles, de mâles non apparentés aux femelles et de leur progéniture. La dimension du territoire et le nombre de proies déterminent la dimension du groupe qui varie de 3 à 30 individus. Il y a habituellement dans le groupe un à sept mâles adultes et d'une à dix-huit femelles. Le territoire d'une troupe couvre 20 à 500 km2. Dans le parc national du Serengeti en Tanzanie, la densité des lions peut atteindre un individu par kilomètre carré. Dans l'ancien cratère du Ngorongoro, le nombre maximum d'individus est 1,6 à 2,4 au km². Les frontières de leur territoire sont délimitées par leurs selles et leur urine, qui indiquent qu'il y a défense de pénétrer dans la zone. Ils grattent également la terre avec leurs pattes avant et arrière, déposant une substance sécrétée par des glandes situées dans leurs coussinets.

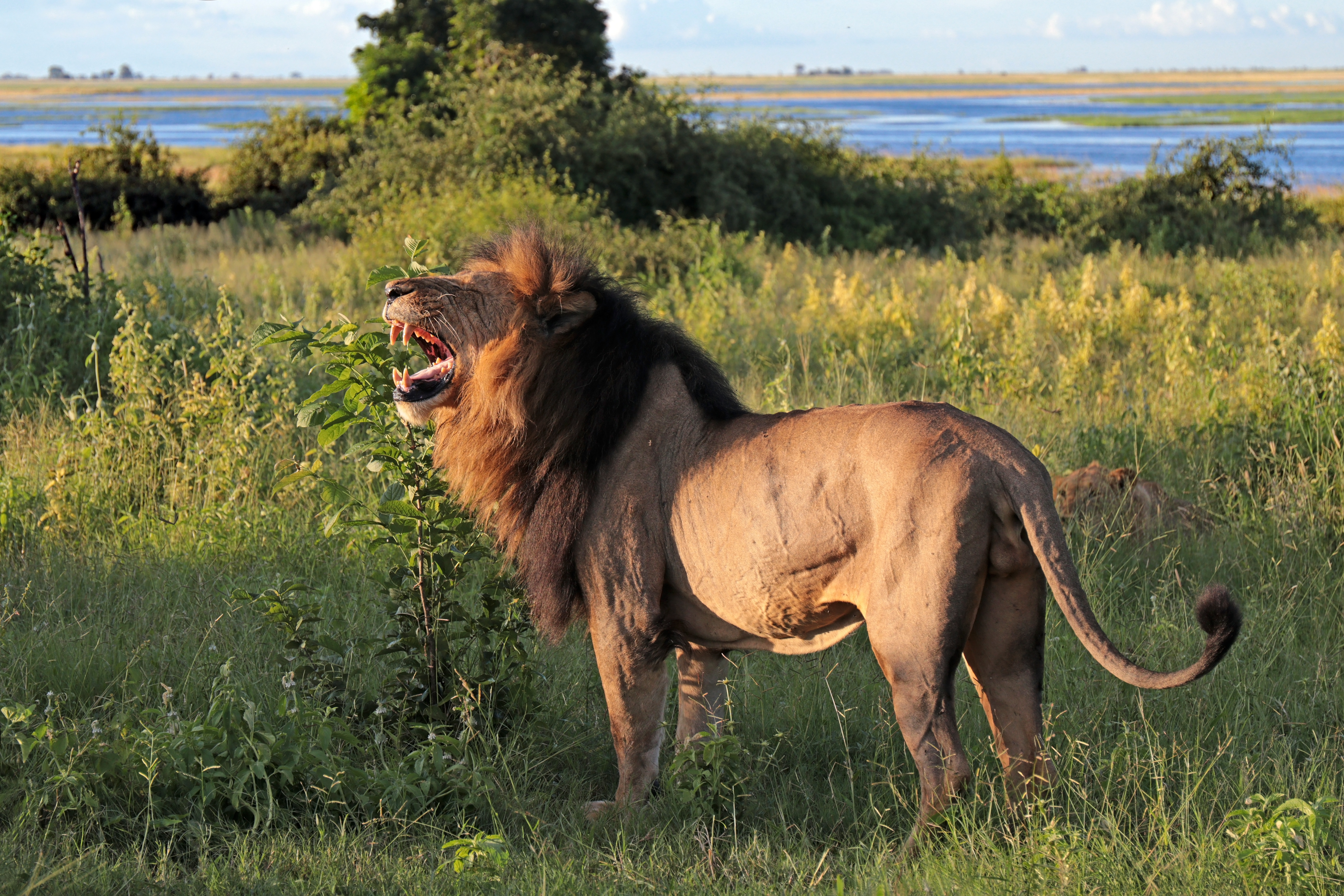
Un vieux lion dans le parc national de Chobe.
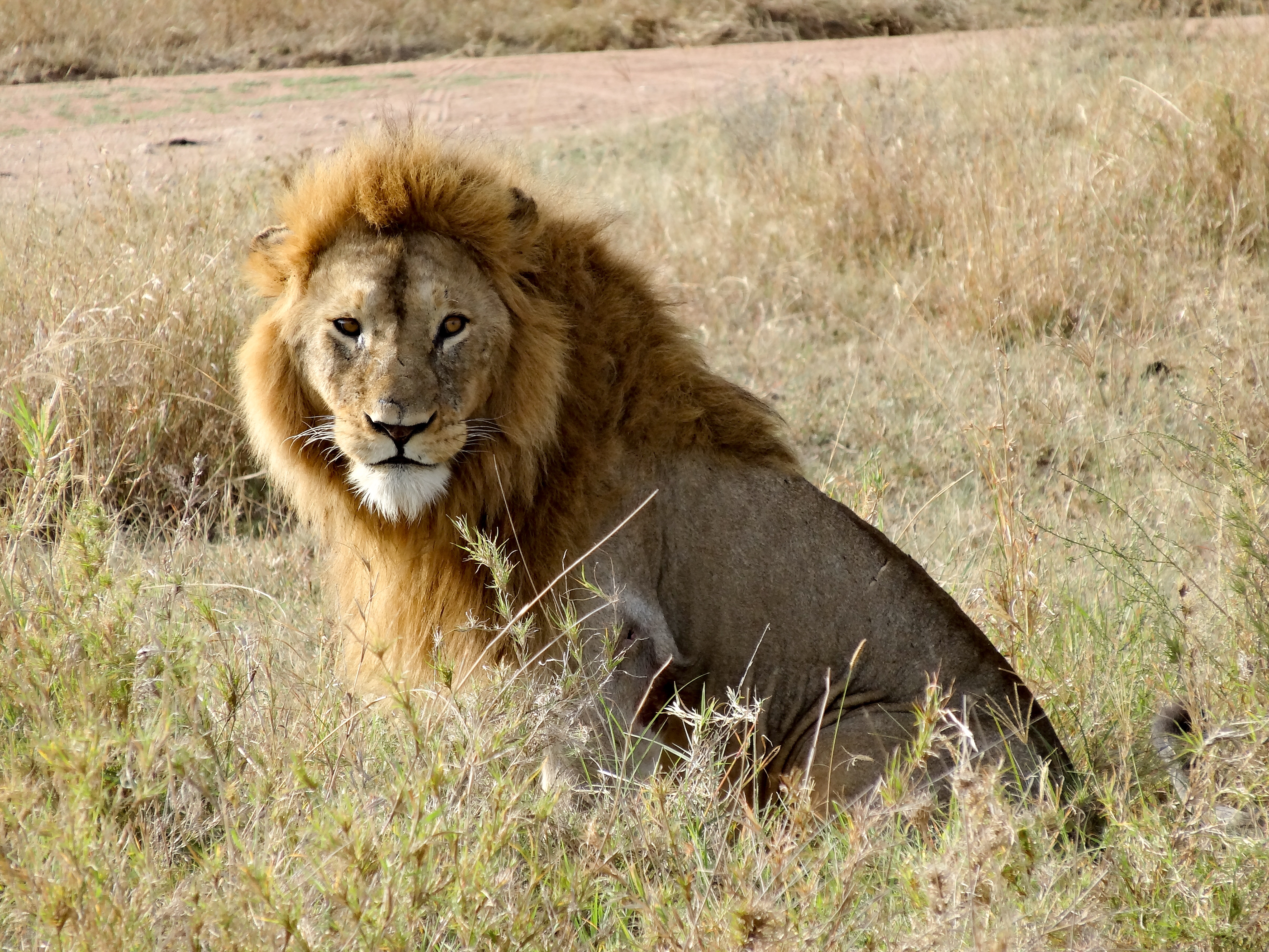
Lion mâle dans le Serengeti.
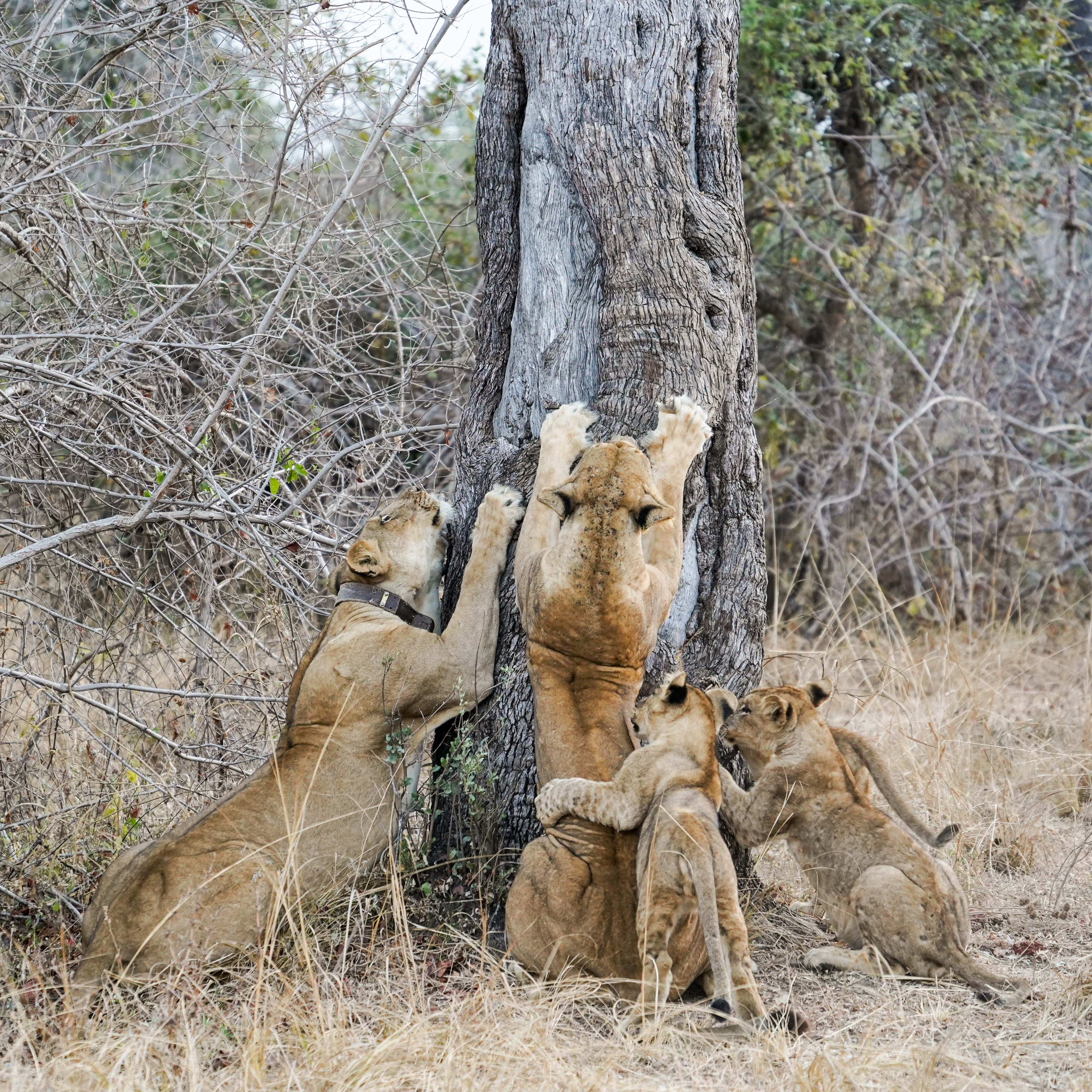
Lionnes aiguisant leurs griffes, les jeunes les imitant, dans le South Luangwa National Park (en), en Zambie. Juillet 2023.

Les jeunes mâles restent environ deux à trois ans dans le groupe, jusqu'à ce qu'ils aient atteint leur maturité sexuelle. Ils sont ensuite chassés par le lion dominant. Les femelles par contre passent généralement toute leur vie dans le groupe de naissance et s'y reproduisent. Ceci permet d'éviter la consanguinité.
Quand les jeunes mâles ont été chassés du groupe par leurs pères, ils deviennent nomades et forment ensemble une « coalition », parfois rejoints par d'autres jeunes mâles. Le lien entre les mâles est très fort. Les jeunes mâles parcourent ensemble des distances très importantes, ne respectent pas les frontières des territoires, mais ne fondent pas leur propre territoire. Un exemple d'une telle coalition est celle de Mapogo.
De telles coalitions de jeunes mâles vont essayer de prendre la tête d'une troupe en évinçant les mâles résidents. Toutefois, cela n'est pas toujours une réussite. De telles luttes sont généralement sanglantes, et il n'est pas rare qu'elles s'achèvent mortellement. Si les vieux mâles du groupe perdent la lutte, ils sont chassés et mènent ensuite une vie de solitaires. Souvent, ils meurent des conséquences de leurs blessures. Si les nouveaux venus gagnent, ils en viennent fréquemment à l'infanticide, c'est-à-dire qu'ils tuent les petits de leurs prédécesseurs. Ce comportement permet aux femelles de retrouver rapidement un œstrus et donc d'être à nouveau aptes à la reproduction. Les mâles peuvent ainsi s'accoupler plus tôt et assurer leur propre descendance. Ce comportement est adaptatif : en effet, la compétition est rude entre les coalitions de mâles et de jeunes mâles viendront bientôt essayer de les détrôner pour prendre à leur tour la tête du groupe. Les mâles n'ont donc pas de temps à perdre et ils doivent tenir à la tête du groupe jusqu'à ce que les lionceaux soient assez grands pour être épargnés. Les mâles restent rarement plus de trois ou quatre ans à la tête du groupe, et n'ont donc pas le temps d'attendre que les portées des prédécesseurs soient devenues adultes pour se reproduire. Il arrive fréquemment que les femelles attaquent le mâle assassin.
En général, les lions ne pratiquent pas de toilettes mutuelles complètes, seul le dos du nez est nettoyé ; mais, lors de salissures grossières, par exemple par le sang des proies, il peut arriver qu'un membre effectue des soins de fourrure.

### Communication

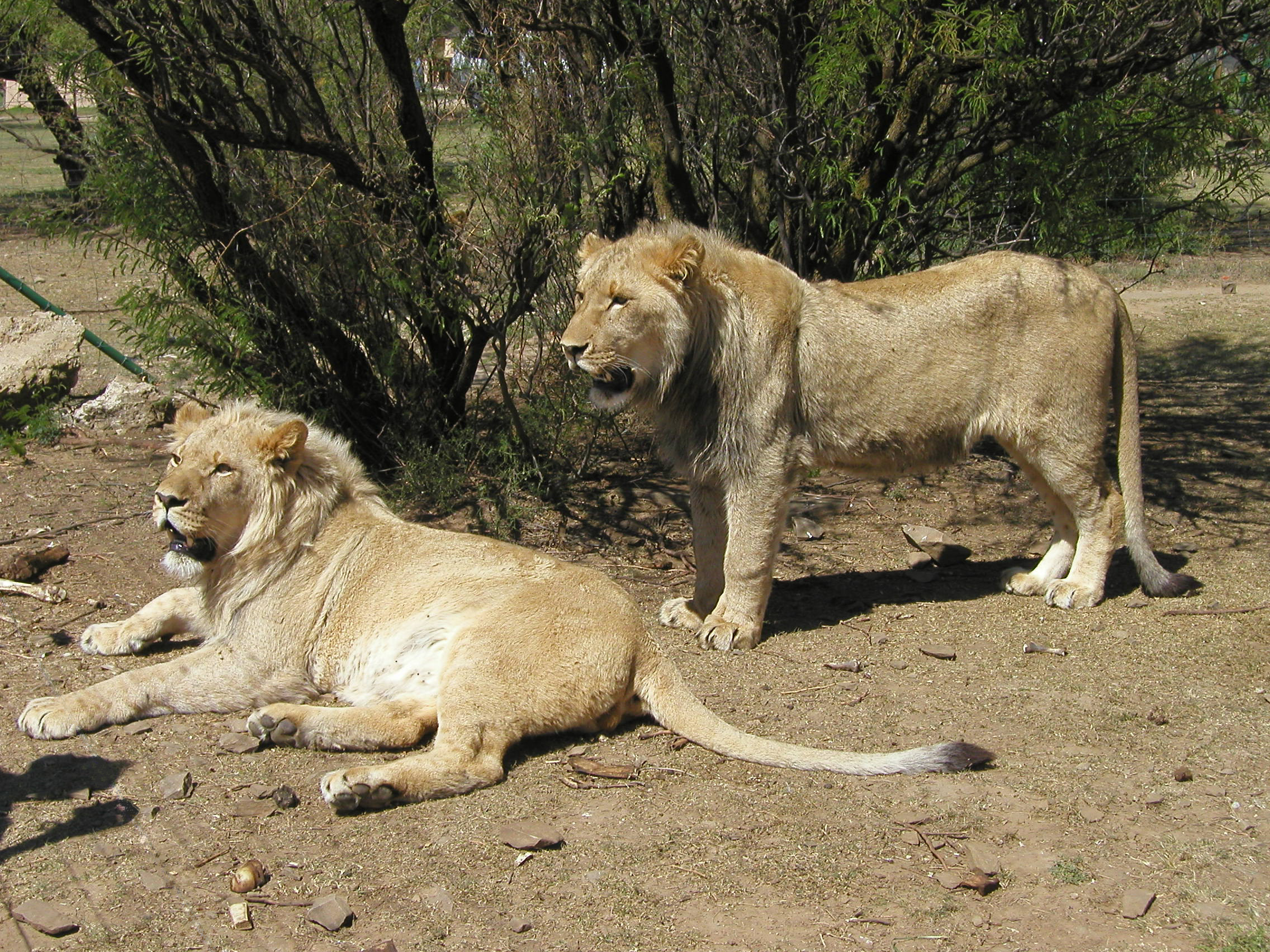
Deux jeunes lions rugissant.

Les lions communiquent entre eux par de nombreux moyens. Ce sont des animaux sociaux et de ce fait la communication est plus développée que pour les autres félins. Leur communication vocale se compose de grognements, grondements, sifflements, gémissements, miaulements, et du célèbre rugissement. Leur os hyoïde n'est que partiellement ossifié, c'est cette disposition qui leur permet de rugir, mais de ce fait, ils ne sont pas en mesure de ronronner à proprement parler ; mais ils le font, comme d'autres fauves, par expiration. On l'entend quand deux lions agissent l'un sur l'autre sur une base amicale. Le ronronnement ne retentit pas comme celui d'un petit chat, mais plutôt comme un grognement ou un ronflement grave. Le rugissement a diverses significations, selon la situation dans laquelle il est employé. Rugir est employé pour délimiter le territoire, appeler les autres membres du groupe, intimider les rivaux et renforcer le lien « familial » entre les membres du groupe. Les rugissements du mâle sont plus forts et plus profonds que ceux de la femelle. Par une puissante expiration, les lions rugissent, rentrant leurs flancs et gonflant la poitrine, souvent dans un bas grondement commençant par quelques bas grognements et gémissements, qui indiquent à d'autres lions qu'un groupe vit dans le secteur, et de rester en dehors du territoire. Par une nuit claire, il peut être entendu jusqu'à cinq kilomètres de distance. Les femelles emploient un bas grognement pour appeler leurs petits.
Le langage corporel est d'égale importance. Les lions ont un cérémonial complexe de salutation au cours duquel ils gémissent doucement l'un et l'autre, balancent la tête latéralement et gardent la queue levée vers le haut, voire posée sur le dos de l'autre lion. Comme certains autres félins, les lions se cognent la tête en se saluant. Le lèchement de la tête, des épaules et du cou est également un signe d'affection. Les lions, tout comme d'autres félins sauvages, ont les oreilles noires avec de grands cercles blancs sur leur dos. Ces grands cercles blancs permettent d'indiquer l'humeur : quand ils sont fâchés, les lions et d'autres carnivores étendent leurs oreilles à plat contre leur tête. Il est difficile de dire si un félin est fâché à distance, mais si vous voyez les cercles blancs clignotants, vous pouvez savoir à distance que ce dernier est furieux et qu'il vaut mieux ne pas s'en approcher. Cela permet d'éviter beaucoup de combats.

### Reproduction

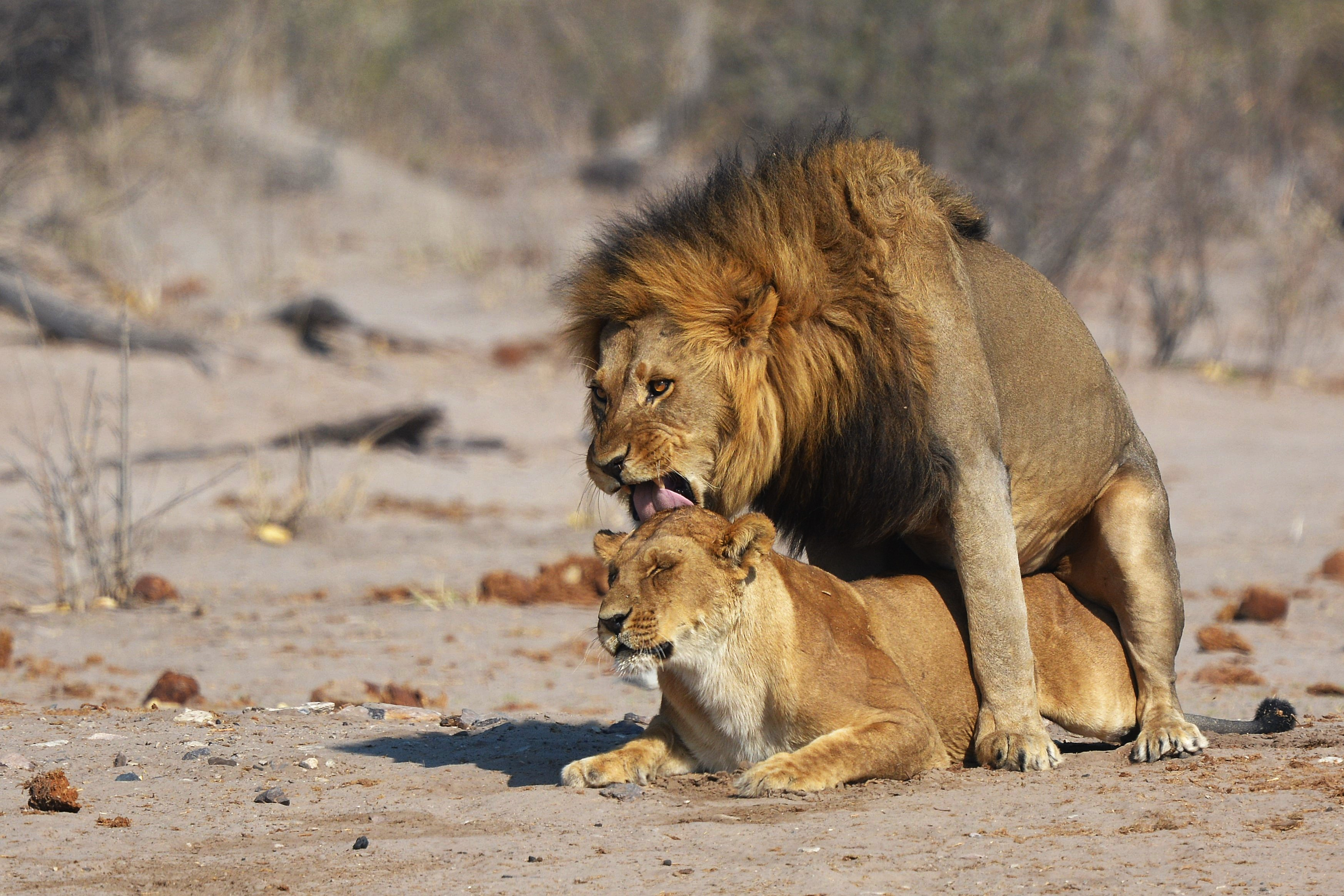
Accouplement d'un lion et d'une lionne (région de Savuti, au nord du Botswana).

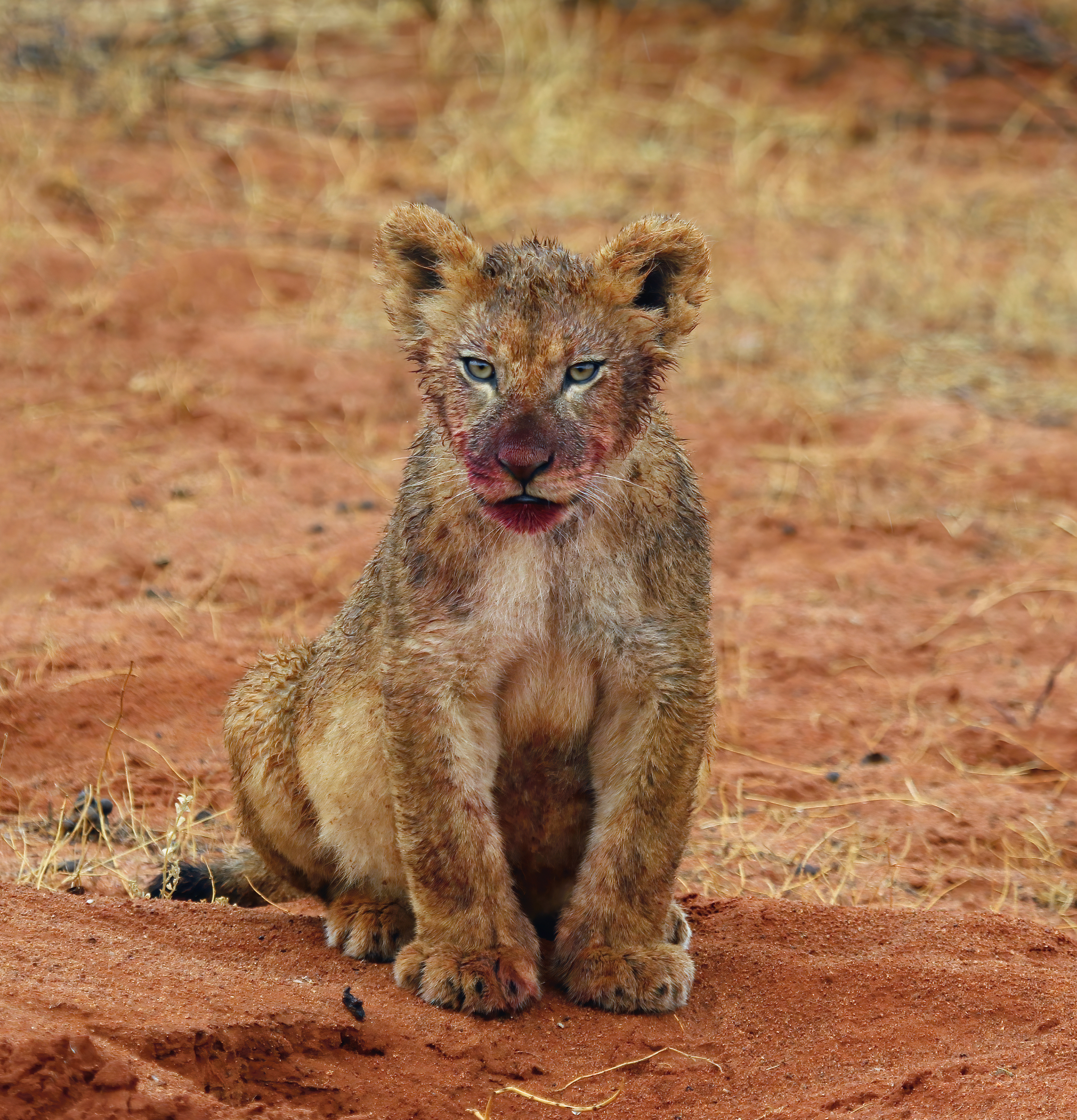
Un lionceau de 4 mois, qui vient de manger, dans la Tswalu Kalahari Reserve.

Les lions atteignent leur maturité sexuelle et sociale à l'âge de trois ou quatre ans, leur maturité physiologique à trente mois pour les mâles et 24 mois pour les femelles. Il n'y a pas de saison de reproduction définie. Pour vérifier la fécondité d'une femelle, le mâle utilise l'organe de Jacobson, se situant sur le palais, sous la surface intérieure du nez. Pour ce faire, le lion relève la lèvre supérieure et ouvre la gueule. Ce processus est qualifié de flehmen.
Même si un mâle arrive au sommet de la hiérarchie, il ne peut se reproduire avec une femelle qu'avec son consentement. C'est en tournant autour de lui, en se roulant à ses pieds, en frottant sa tête contre son cou, que la femelle provoque le mâle dominant. Elle se met à plat ventre et relève la croupe ; cette position, appelée lordose, permet au mâle une meilleure pénétration. Pendant l'accouplement, le lion garde la nuque de la femelle dans sa gueule et la mord au cou. Cela la garde instinctivement calme ; le pénis du mâle est garni de protubérances épineuses et lorsqu'il se retire, on suppose que la lionne ressent de la douleur. C'est ainsi qu'elle proteste en rugissant et se retourne fréquemment contre lui dans une posture agressive. C'est la pénétration qui déclenche la ponte des ovules qui seront fécondés par les spermatozoïdes, Si une lionne accepte de se reproduire, ils s'accoupleront toutes les quinze minutes et ce, jusqu'à cinquante fois par jour, auquel cas chaque rapport dure environ trente secondes, jusqu'à ce que l'œstrus de la femelle, qui ne dure que quatre jours, soit terminé.
Après une gestation d'environ quatre mois, la lionne, cachée loin du groupe, met au monde un à quatre lionceaux, aveugles, de 1,1 à 1,37 kg. Durant leurs six premières semaines de vie environ, ils ne seront qu'allaités par la mère dans la cache par ses quatre glandes mammaires. Si cette dernière est assez éloignée du groupe, la mère ira seule à la chasse. Il peut arriver que les petits restent jusqu'à 48 heures seuls dans la cache ce qui peut s'avérer dangereux, particulièrement à cause des hyènes et de bien d'autres prédateurs. Après trois à quatre semaines, la lionne amène ses petits dans le groupe et ils se mêlent à d'autres lionceaux. Les problèmes d'acceptation sont rares.
À partir de ce moment, les jeunes lions tètent non seulement leur mère, mais également les autres lionnes, de sorte que l'éducation incombe à toutes les femelles du groupe. Vers l'âge de six mois, les lionceaux sont sevrés ; ils restent encore environ deux ans auprès de leur mère.
La durée de vie d'un lion s'élève de douze à quatorze ans à l'état sauvage, rarement plus de vingt ans. Toutefois, seules les femelles atteignent un tel âge. Les mâles sont généralement tués par un plus jeune concurrent ou, après une longue errance, ne trouvent plus de groupe et meurent de faim. Quelques lions ont toutefois vécu en parc zoologique jusqu'à l'âge de 29 ans.
Certains observateurs ont rapporté que deux lions ou lionnes pouvaient également interagir entre eux et montrer des signes d'homosexualité. Dans la nature, environ 8 % des rapports sexuels se font entre lions, tandis que les activités homosexuelles entre lionnes ne sont toutefois observables qu'en captivité,.

#### Reproduction et infanticide
Seuls les mâles au sommet de la hiérarchie peuvent se reproduire, car le dominant a pleine autorité sur le harem. Mais cette période ne dure en moyenne que deux à quatre ans. Or, chaque femelle n'élevant qu'une seule portée à la fois, un mâle dominant nouvellement arrivé au sommet de la hiérarchie ne peut pas se permettre d'attendre jusqu'à deux ans avant de pouvoir s'accoupler. Pour rendre des femelles fécondables, il n'hésite donc pas à tuer des petits.

### Alimentation et chasse

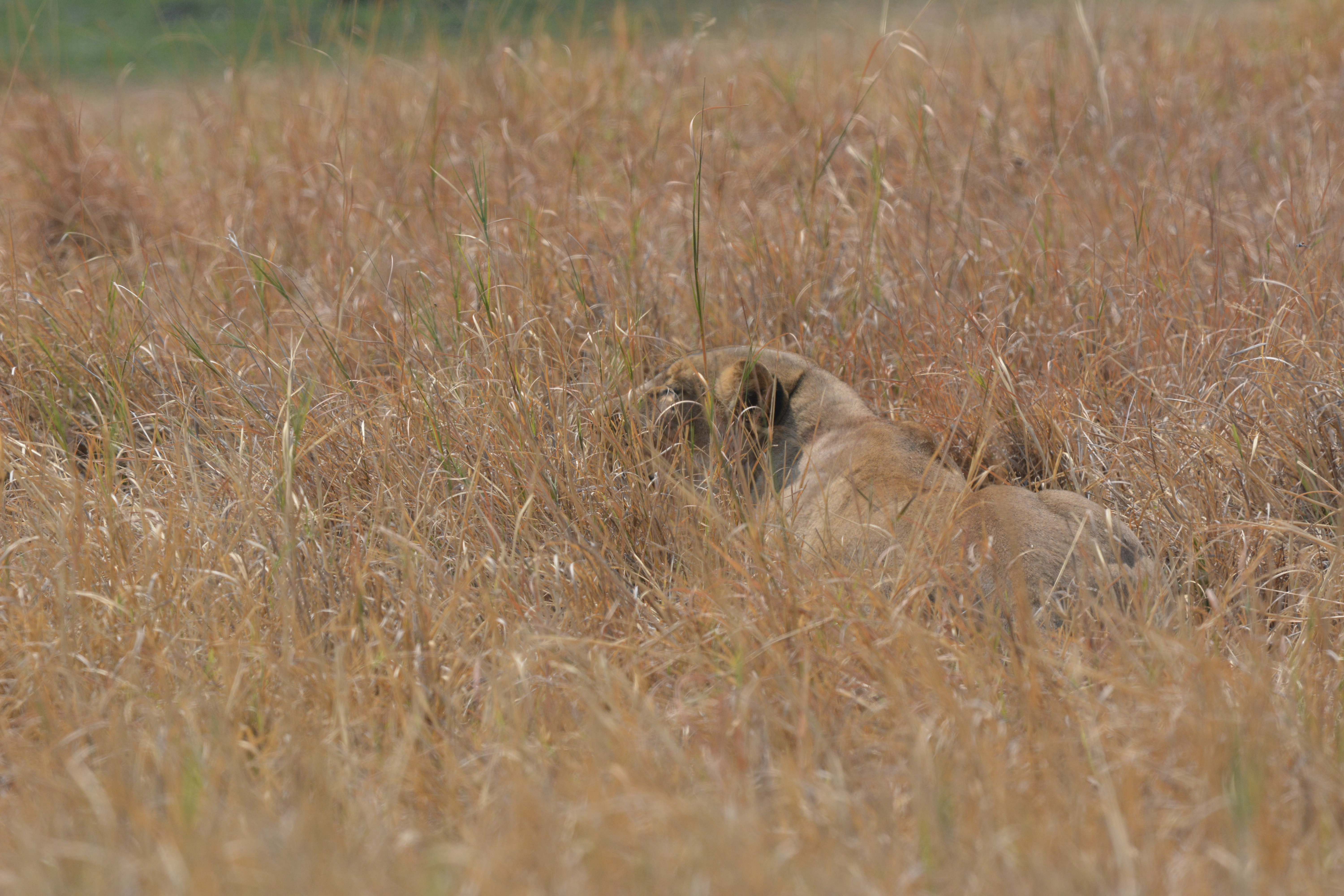
Scène de chasse : cette lionne rampe dans l'herbe sur plus de cent mètres pour arriver à bonne distance d'un cobe à croissant (Moremi Game Reserve, Botswana).

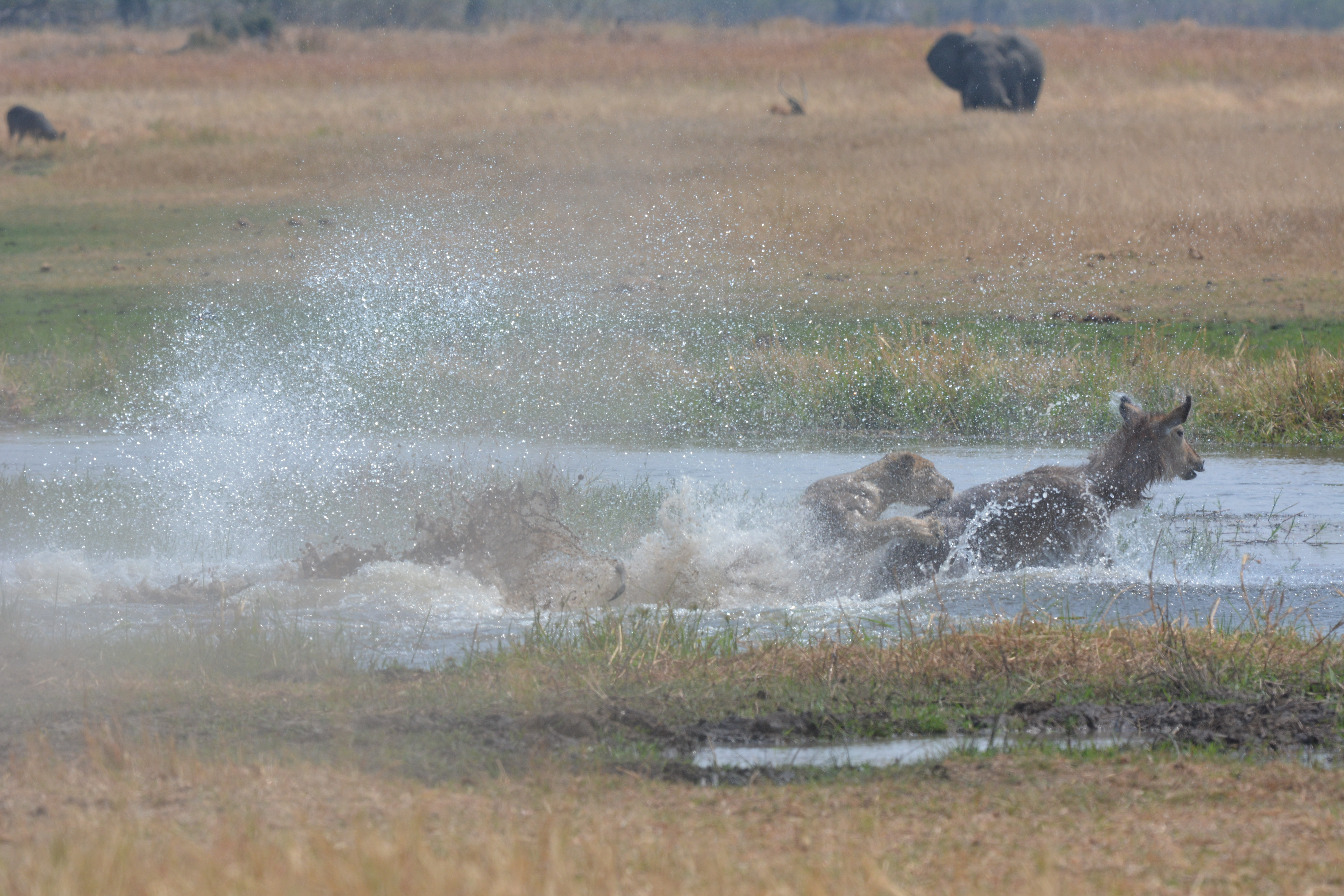
Arrivée à moins de vingt mètres, la lionne charge le cobe à croissant, qui cherche sans succès à se réfugier dans l'eau (Botswana)...

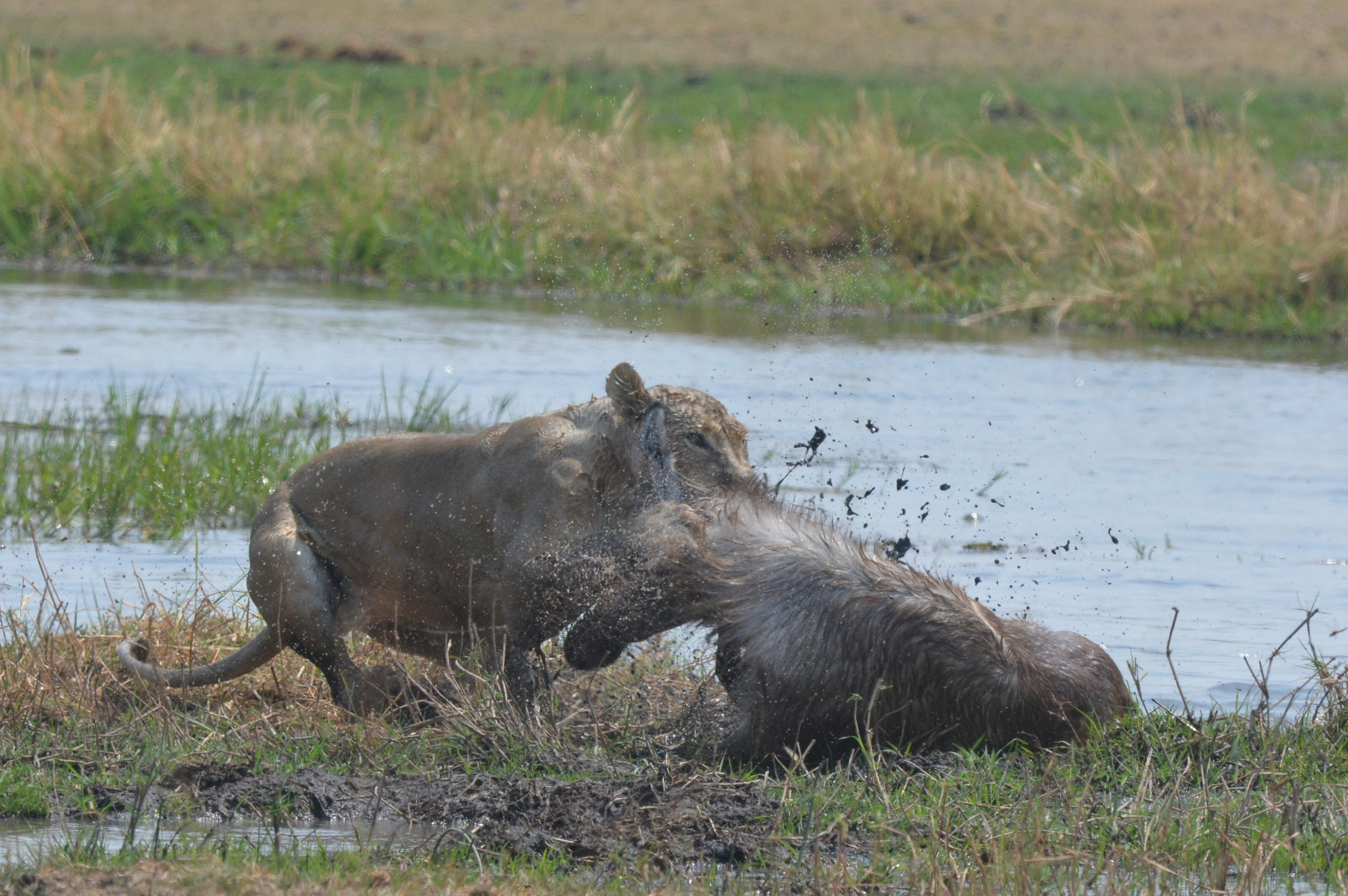
... puis la lionne tue le cobe, après une brève lutte dans l'eau (Botswana)...

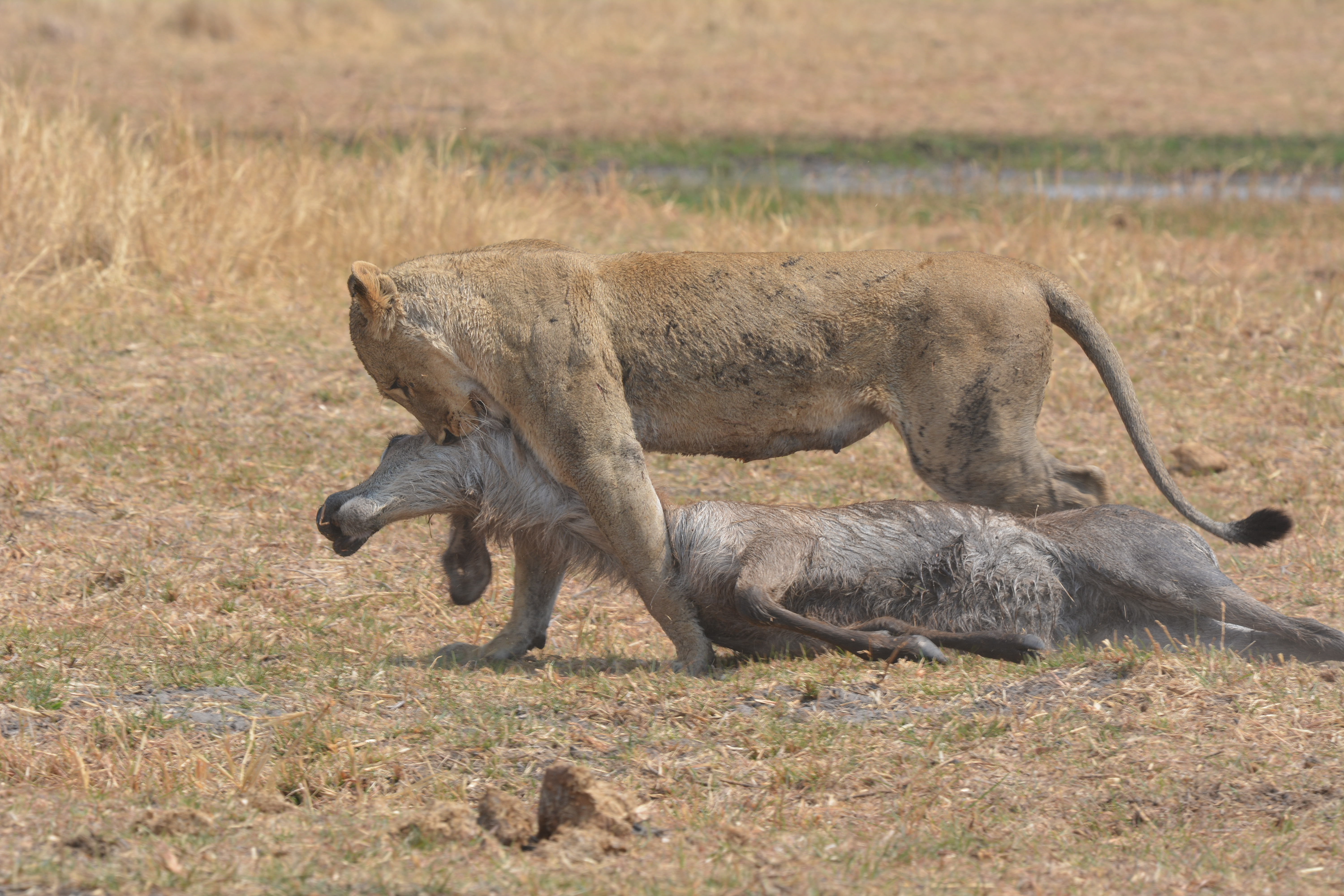
... enfin vient le difficile transport de la proie, qu'il faut rapidement mettre à l'abri des autres prédateurs (Botswana).

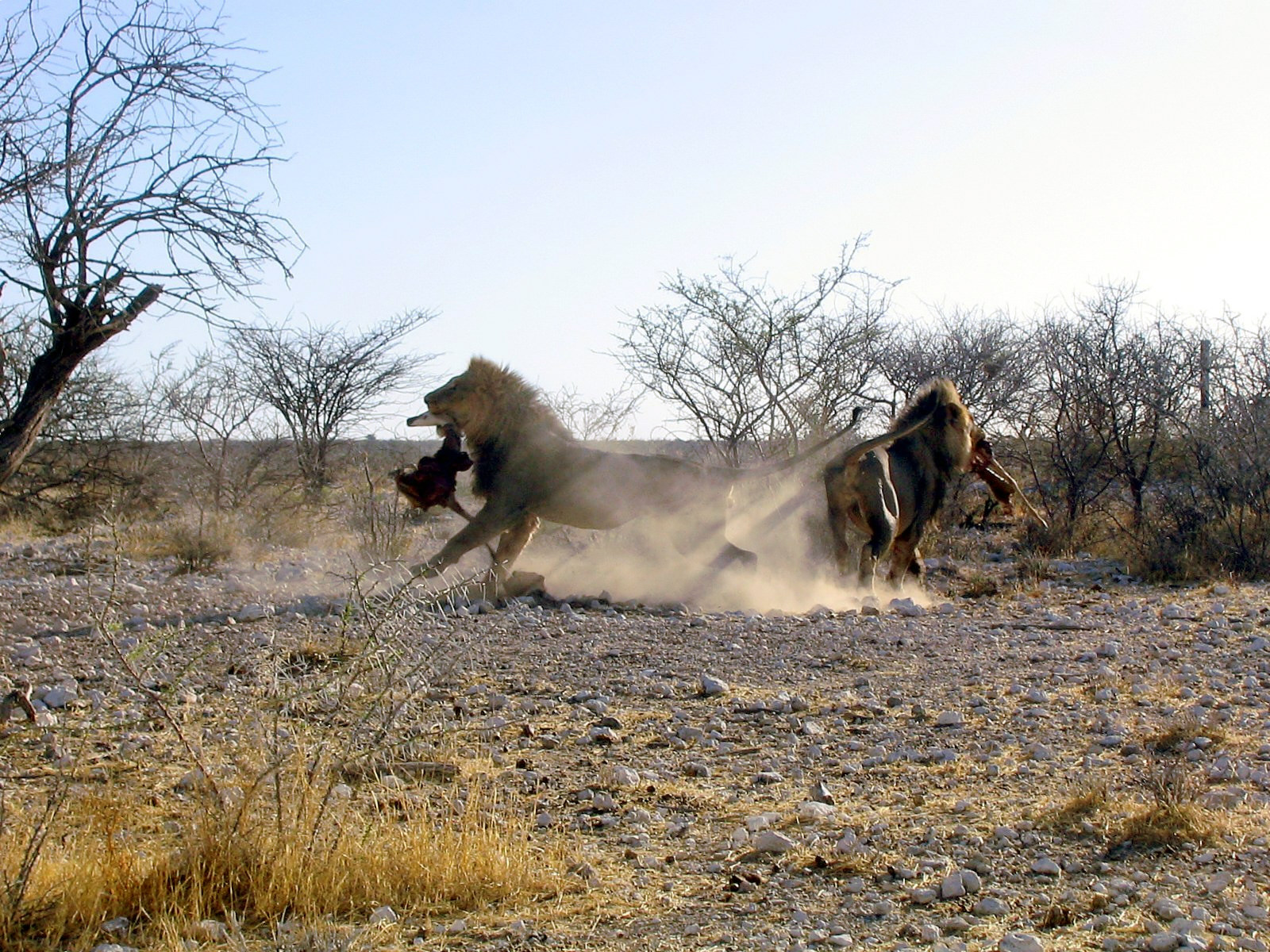
Bataille pour la proie.

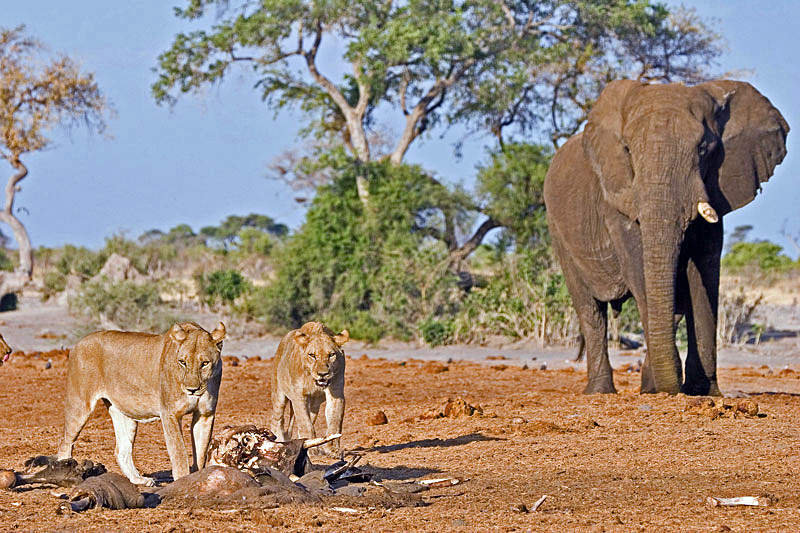
Éléphanteau ayant été la proie de lionnes à Savuti.

Le lion ne chasse généralement que dans l'obscurité ou aux heures fraîches du matin ; l'obscurité et les températures plus clémentes constituent un avantage important. De plus, le lion est inactif de 20 à 21 heures par jour, dont 10 à 15 heures de sieste. Il consomme en moyenne 7 kg de viande par jour. Toutefois, si la chasse a été bonne et si elle a manqué quelques repas, la lionne peut avaler jusqu'à 30 kg de viande en une seule fois, tandis que le mâle peut en avaler jusqu'à 40 kg. Les lions ne chassent que lorsque leur réserve de nourriture est épuisée.
Les proies principales sont les bovidés de grande, moyenne et petite taille :
- des antilopes de toutes tailles ; cobe de Lechwe, grand koudous, hippotrague noirs, oryx, élands, gnous, ourébis, dik-diks…

Il chasse aussi des buffles, jeunes éléphants, phacochères, zèbres, girafes, lapins, oiseaux et quelquefois poissons. Dans certaines régions, des lions se spécialisent même pour un type de proie précis. Ainsi des groupes importants de lions, d'environ 30 individus, attaquent régulièrement des éléphants adultes. Dans les zones humides du Savuti et du Linyanti, il arrive même qu'ils s'attaquent à des hippopotames. Mais généralement, la plupart des hippopotames, rhinocéros, éléphants sont trop imposants de par leurs statures, en effet les lions fuient généralement les éléphants et rhinocéros en colère.
Les antilopes très rapides, telles que les gazelles, les topis, les springboks et les impalas sont généralement exclues de leurs proies, les lions sont contraints à chasser des animaux moins rapides et plus gros.
Vers l'âge de deux ans, les lionceaux apprennent l'art de la chasse et partent à trois ans avec leur mère chasser une première fois.
Dans la savane, milieu ouvert, les lions sont facilement repérables par leurs proies. De plus, un animal vigoureux peut venir à bout d'un chasseur solitaire. Un jeune buffle du Cap a été observé luttant avec une lionne pendant 90 minutes pour ne perdre finalement que sa queue. La chasse à deux ou à plusieurs offre donc de meilleures chances de succès et permet des prises imposantes. Les lionnes assurent de 80 à 90 % des prises lors de la chasse. Les mâles, plus lourds, moins rapides et plus facilement repérables par leur corpulence et leur crinière, sont moins efficaces.
Les lionnes et les lions utilisent des techniques différentes selon le terrain, leurs préférences et les méthodes de défense des proies. La lionne chasse en général à l'aube ou au crépuscule, ou encore à la faveur de la nuit. À l'affût, tapie derrière les hautes herbes, elle attend qu'un animal ait baissé la tête pour brouter, manifeste des signes d'inattention ou se trouve en position isolée. Elle risque alors une approche discrète jusqu'à 30 m environ, puis elle charge et projette violemment sa proie à terre. Pesant de tout son poids sur elle, elle la saisit à la gorge. Trachée et œsophage sectionnés, la victime meurt en quelques minutes. Les lionnes maintiennent souvent leur proie par le museau jusqu'à ce que celle-ci étouffe.
Lorsqu'elles chassent en groupe, les lionnes encerclent la proie, voire le troupeau, et s'en approchent ensemble ; elles rampent à plat ventre souvent sur plusieurs centaines de mètres jusqu'à leur proie, auquel cas l'environnement est utilisé le plus intelligemment possible pour se camoufler. Lorsqu'une distance d'environ 30 m est atteinte, alors la proie est chargée. Chaque bond fait environ 6 m de long et peut atteindre le double en longueur et quatre mètres en hauteur. La proie est alors tuée par une forte morsure à la nuque ou au cou de façon à atteindre la veine jugulaire ou la carotide.
Comme les lionnes chassent dans des espaces ouverts, la chasse commune augmente la chance de frapper avec succès une proie. Elles se renvoient aussi la proie entre elles. En outre, la proie dans le groupe peut être défendue plus facilement contre des voleurs comme les lycaons et les hyènes tachetées.
Le pourcentage de tentatives réussies varie également selon l'espèce pourchassée : environ 14 % s'il s'agit d'antilopes (damalisques, cobes, koudous, élands, bubales, oryx), 38 % pour les zèbres et les gnous et 47 % pour les phacochères. La chasse nocturne se solde par 33 % de succès, contre 21 % pour la chasse diurne, et les attaques dans les buissons (41 %) ont 3,5 fois plus de chances de réussir que les attaques en terrain découvert (12 %) - d'après des études. En période de sécheresse, les lions mangent même des animaux morts de maladie ou des restes d'autres prédateurs. Dans le parc du Serengeti en Tanzanie, lorsque la plupart des ongulés ont migré à la recherche d'herbes tendres et d'eau, les lions s'attaquent aux animaux sédentaires : girafes, phacochères, petits mammifères (antilopes naines, lapins), oiseaux, serpents ou jeunes crocodiles. Les nuits de saisons sèches, les lionnes chassent parfois les impalas à la nuit tombée ; antilopes africaines très communes vivant dans les milieux semi-forestiers, sédentaires, très rapides, agiles et vigilantes la journée, mais elles sont plus vulnérables dans l'obscurité à cause de leur vue nettement inférieure à celle des fauves.
Les mâles du groupe ne participent qu'exceptionnellement à la chasse, par exemple si des proies très grandes sont attaquées comme des buffles, des girafes ou des éléphants préadultes ; leur principal rôle est de protéger la troupe des autres lions. Après un succès, la hiérarchie du groupe entre en application : le mâle peut manger en premier ; suivent ensuite les femelles haut placées et enfin les petits. Il y a rarement, auprès du cadavre, des luttes de rang où les membres du groupe s'infligent d'importantes blessures.
Souvent, les lions sont amenés à manger des charognes. Les lions mâles qui ont été chassés d'un clan sont contraints de se nourrir exclusivement de ce type d'alimentation. Cela les amène à protéger leur butin d'autres animaux charognards comme les léopards ou les hyènes tachetées.

## Relations avec les autres espèces de prédateurs

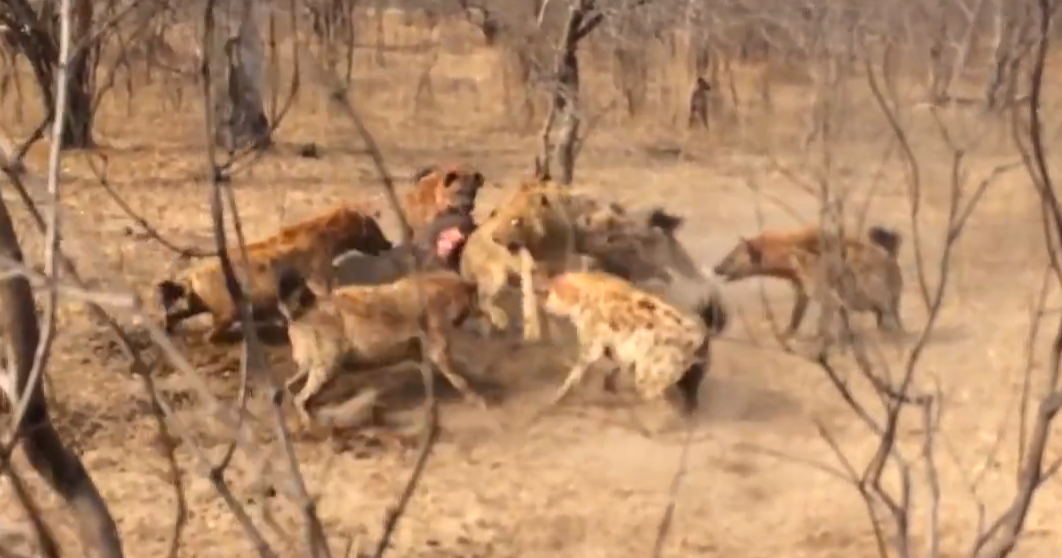
Lions et hyènes se disputant une proie.

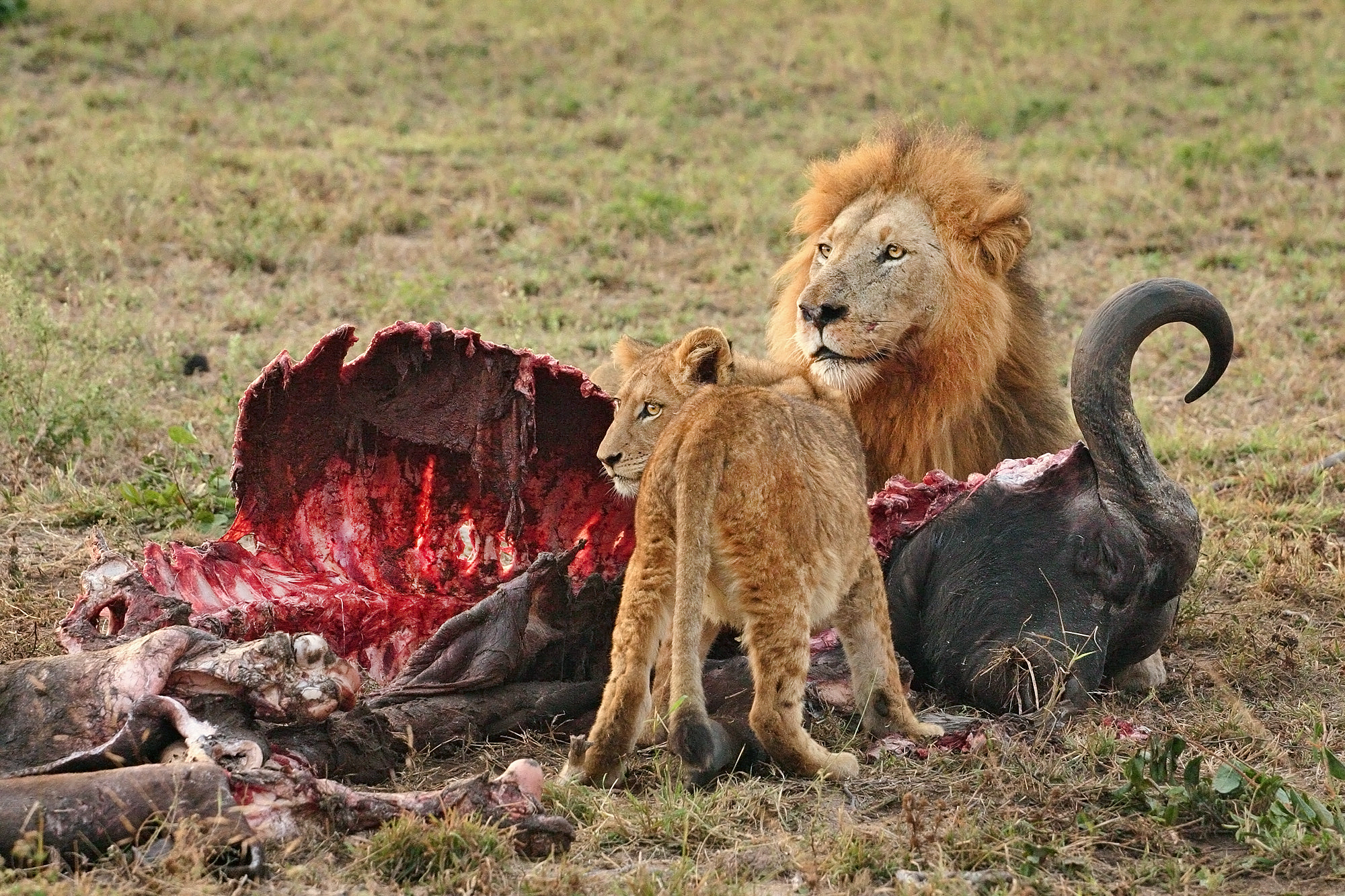
Un lion dans le parc National Kruger.

Les relations entre lions et hyènes tachetées dans les zones où ils coexistent sont uniques dans leurs complexités et leurs intensités. Les lions et les hyènes sont au sommet de la chaîne alimentaire, se nourrissant des mêmes proies, et sont donc en concurrence directe. À ce titre, ils luttent souvent pour se voler et à l'occasion se tuer. Bien que les hyènes aient la réputation d'être des charognards opportunistes profitant de la chasse du lion, le cas inverse est très fréquent. Au cratère du Ngorongoro, la population des hyènes dépasse de beaucoup celle des lions résidents, aussi ces derniers obtiennent une grande partie de leur nourriture en volant les proies des hyènes. La querelle entre les deux espèces ne dépasse cependant pas une simple bataille pour l'alimentation, c'est en fait la limite des territoires respectifs qui fixe les limites de ces conflits car contrairement aux autres espèces, les territoires ne se chevauchent pas, comme si les groupes de hyènes et de lions appartenaient à la même espèce. Cependant, les mâles sont très agressifs envers les hyènes, ils les tuent quand ils le peuvent, quelquefois sans les manger. Dereck et Beverly Joubert ont observé plusieurs cas de lions mâles s'attaquant systématiquement aux hyènes, même lorsque celles-ci étaient en avantage numérique. Le plus célèbre lion tueur de hyènes avait pour nom « Ntchwaidumela », ses assauts meurtriers contre les hyènes, sans raison apparente, ont donné lieu à des documentaires, comme Lions et Hyènes, face à face mortel. Inversement, les hyènes sont les principales prédatrices des lionceaux (avec les léopards), harcelant les lionnes.
Les lions dominent les félins plus petits qu'eux comme les guépards. Ils volent leurs proies et tuent leurs petits, parfois l'adulte. Un guépard a 50 % de chances de perdre sa proie vis-à-vis d'autres prédateurs et les lions sont les principaux prédateurs de ses petits ; on estime même à neuf petits sur dix tués par un lion dans leurs premières semaines de vie. Pouvant survivre avec de petites proies et grimper dans les arbres, les léopards souffrent moins de cette prédation.
Les lions sont également en concurrence avec les crocodiles du Nil, et il arrive, en fonction des tailles respectives, que l'un mange l'autre. Des lions ont été vus tuant des crocodiles et des morceaux de lion ont été trouvés dans des estomacs de crocodile.

### Relations avec l'homme

#### L'homme et la chasse au lion
« Tant que les lions n'auront pas leurs propres historiens, les histoires de chasse continueront à glorifier le chasseur. »
— Proverbe africain

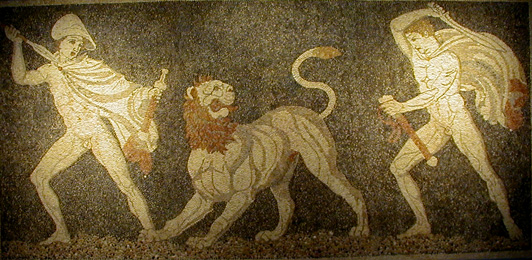
Mosaïque de la chasse au lion de Pella.

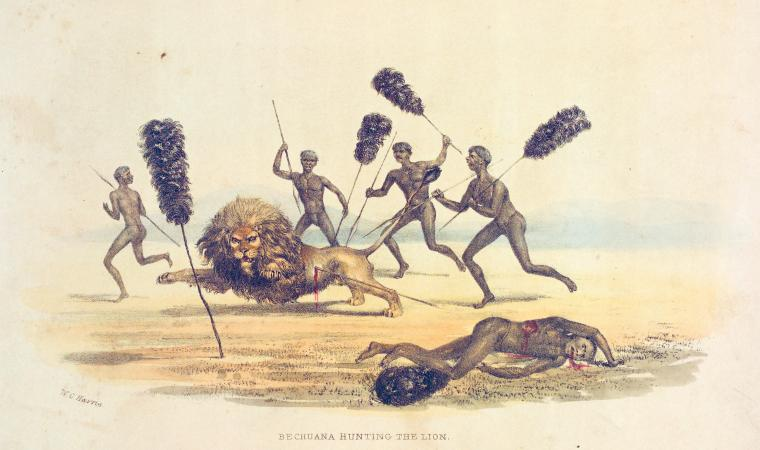
Lion chassé par les Tswanas, illustration du XIXe siècle.

Depuis l'Antiquité l'homme chasse le lion. C'est d'ailleurs, lorsque l'animal est adulte, son seul prédateur (les lionceaux laissés seuls peuvent être la proie des léopards, des hyènes ou même de lions étrangers au groupe). L'homme chasse le lion pour assurer la sécurité de ses troupeaux, pour se protéger, mais aussi comme preuve d'un signe extérieur de vaillance ou même pour les spectacles que constituaient les jeux romains. Dès lors, les chasses et les battues ont fait disparaître bon nombre de sous-espèces. L'invention de l'arme à feu et de la « chasse sportive » va accélérer le processus, au rythme de la disparition des autres gros mammifères les Big 5.
En Afrique de l'Est, dès les années 1900, des mesures de protection, qui consistèrent en la création de réserve de chasse comme le Parc national de Kilimandjaro et à une interdiction de chasser dans ces zones, ont été prises. Le droit de tuer s'achetant, le coût limitant les prises par une sorte d'enchère calculée sur les demandes passées. Les chasses rituelles continuent également et il n'est pas rare de voir des lions mutilés. Les chasses rituelles pratiquées se terminent par la vente des trophées, liant cette pratique à des intérêts économiques. Le Kenya Wildlife Service rapporte qu'entre 1999 et 2003, 49 lions ont été tués par les Masaï. Les populations de lion ont continué à chuter si bien que dans les années 2000, cette méthode de gestion de la faune a été remise en cause. En effet, la population totale des lions africains passe de 50 000 spécimens à 15 000 (au pire) au cours des années 1990. La chasse, le braconnage et la diminution des aires sauvages rendent l'espèce vulnérable si bien qu'il a fallu prendre de nouvelles mesures de protection. Les lions de cirques, ceux destinés au domptage et aux zoos ne sont plus prélevés dans la nature. La chasse traditionnelle et le braconnage sont combattus. La chasse sportive au Botswana est interdite en février 2001 par le service de gestion de la faune locale bien que, avec 53 trophées comptabilisés en 2000, la chasse ait rapporté cinq millions de dollars à l'industrie de la chasse et 100 000 dollars aux caisses de l'État, la « taxe d'abattage » se situant autour de 80 000 euros contre 3 000 pour un guépard. L'office de la gestion de la faune zambienne a lui-même pris une mesure d'interdiction la même année. En Afrique du Sud, près de 300 éleveurs élèvent environ 5 000 lions pour la chasse ; 480 lions, dont 444 élevés en captivité, ont été chassés dans le pays, pour un prix variant de 6 000 à 8 000 USD la femelle et de 20 000 à 30 000 USD le mâle. Une loi viserait à interdire cette pratique.
En Asie, le lion a pratiquement disparu depuis le milieu du XIXe siècle à l'état sauvage, autant par la chasse que par la réduction de son habitat.

#### Conséquences de la réduction de l'habitat
Les maladies représentent un autre problème, surtout dans le Parc national Kruger en Afrique du Sud. Depuis qu'en 1995, un premier cas mortel de tuberculose est apparu chez les lions, des études approfondies ont été menées dans le parc. D'après le bilan, le taux de contamination des animaux du secteur sud du parc par les bactéries mortelles s'élevait à plus de 90 %. L'infection venait des buffles chassés par les lions qui, par contact avec des bovins domestiques, ont introduit la maladie dans le parc et contaminé les lions. Environ 70 % des bovins souffrent d'une tuberculose pulmonaire (phtisie), tandis que chez les lions, la maladie se manifeste surtout dans le système digestif. Les animaux deviennent plus faibles, maigrissent énormément et meurent en quelques années. À côté de la tuberculose, il existe une seconde maladie très fréquente. Environ 60 à 70 % des lions du parc Kruger sont contaminés par le virus de l'immunodéficience féline, qui « paralyse » le système immunitaire de l'animal et ouvre ainsi la voie à la tuberculose. Contre les deux virus exterminateurs, il n'existe aucune vaccination.
En 1994, un tiers des lions du parc national du Serengeti sont morts à la suite de la contraction de la maladie de Carré, face à laquelle ils sont très vulnérables.
Les populations de lions sont très concentrées car contenues dans des parcs ou des réserves, les autres zones devenant impropres à leur survie en devenant des terres agricoles. La perte de diversité génétique entraîne l'apparition de maladies comme on a pu l'observer dans la réserve d'Hluhluwe-Umfolozi en Afrique du Sud, où les 120 lions présents dans les années 2000 descendent de 3 lions des années 1960. Or certains biologistes estiment à 500 à 1 000 individus adultes la diversité génétique nécessaire pour qu'une de leur population soit considérée comme viable, c'est-à-dire disposant du minimum de diversité génétique nécessaire à la survie,,. Peu de ces populations correspondent à ce critère. En 2007, ces populations de lions ne sont pourtant pas considérées comme des populations à risque bien qu'aucune étude sur ce problème ne soit réalisée. Contrairement à d'autres espèces, aucun transfert préventif à grande échelle n'est effectué afin de diminuer le risque de perte du patrimoine génétique. Cependant, pour résoudre des problèmes ponctuels de la réserve du Hluhluwe-Umfolozi, des tentatives d'insémination artificielle ont été effectuées avec difficulté pour éviter les problèmes d'intégration sociale liés aux introductions.

#### Prédation sur l'homme

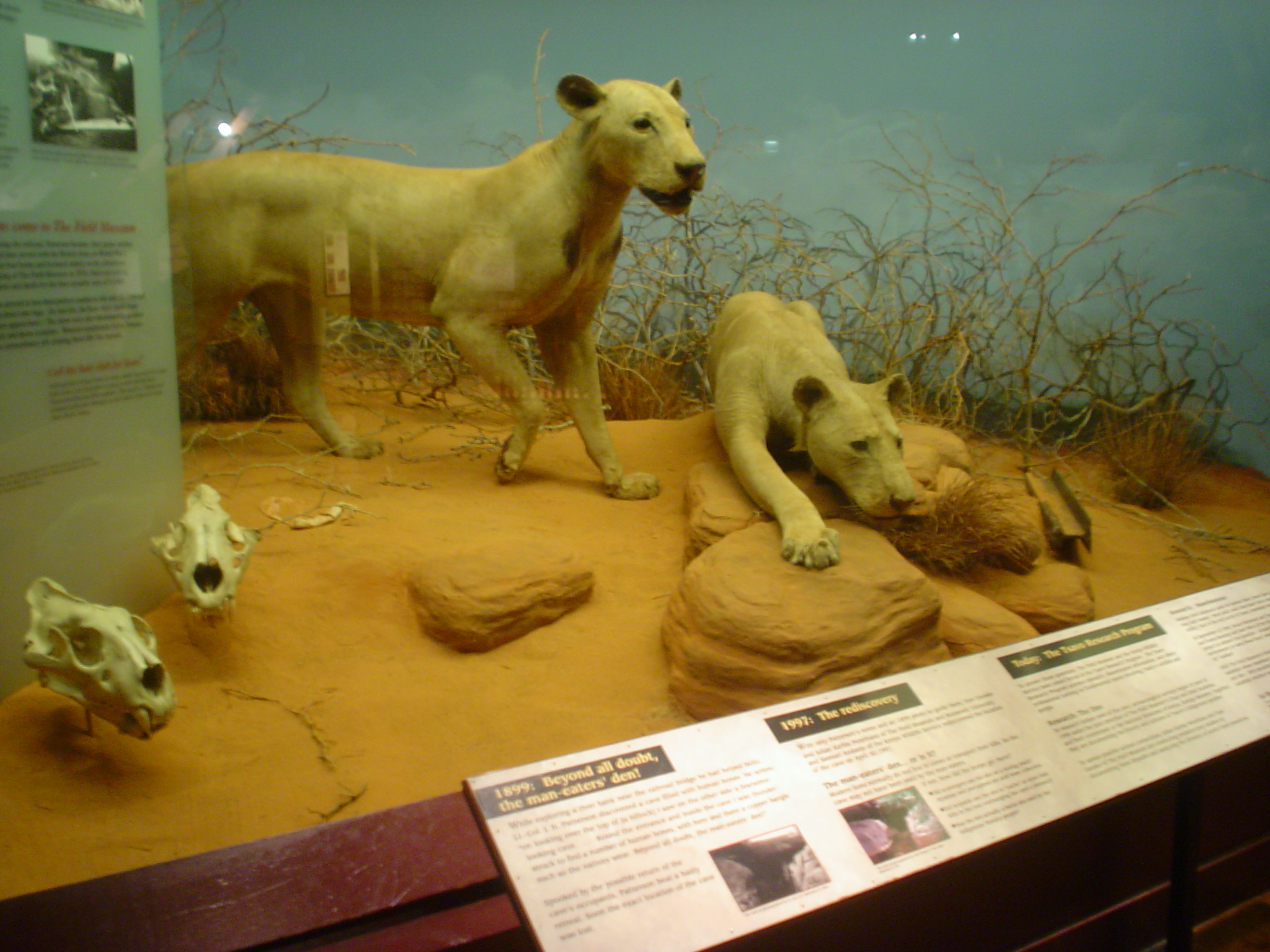
Lion du Tsavo naturalisé au Musée Field de Chicago.

Les attaques de lions sur l'homme ne sont pas très fréquentes. Mais il arrive cependant que des lions s'attaquent à l'homme. Très souvent, les populations mènent ensuite des représailles contre les lions. Les causes de la prédation sur des personnes sont souvent examinées par les scientifiques au cas par cas. Entre 1990 et 2005, 563 villageois ont été attaqués par des lions en Tanzanie, ce qui correspond à une augmentation considérable. Il semble qu'ils attaquent parce que leurs proies deviennent rares alors que la population humaine augmente sur le territoire des lions. En Tanzanie, ces attaques ont eu lieu dans la réserve du Selous, le district de Rufiji et la région de Lindi où l'homme étend son implantation et où la population des lions augmente grâce aux mesures de protection. Certains lions peuvent être contraints de s'attaquer à l'homme à cause d'un problème physique, ne pouvant pas attaquer d'autres proies. En 2006, un lion soupçonné d'avoir tué 35 personnes avait un défaut de dents.
Il a existé quelques lions qui semblaient chercher plus particulièrement des proies humaines. Mais les histoires des traques et des morts de ces rares spécimens appelés « mangeurs d'hommes » ont souvent été écrites par leurs chasseurs. John Henry Patterson en 1907 a écrit The Man-eaters of Tsavo dont on a tiré plusieurs films comme Bwana le diable en 1952 et L'Ombre et la proie en 1996. Le spécimen de Mfuwe est aussi connu.

#### Protection
Approximativement 16 500 à 30 000 lions vivent encore en liberté. L'UICN est partie en 2004 du principe que le nombre de lions a diminué dans le monde entier au cours des vingt dernières années de 30 à 50 %. Les raisons de ce recul ne sont pas complètement connues. On suppose que la réduction du gibier chassé par le lion, les conflits entre l'homme et le lion et la dégradation de son habitat sont les principales raisons de la diminution des populations de lions. À travers l'Afrique, le lion a disparu sur plus de 80 % de son ancien territoire. Le lion africain est considéré comme « vulnérable » sur la liste rouge des espèces menacées de l'UICN, en raison de la baisse constante de l'effectif de cette espèce. En Afrique de l'Ouest, le nombre des lions est inférieur à 1 500. Cette espèce répond au critère de « menacée au niveau régional ». Il n'y a plus que 200 à 300 individus en Asie, gravement menacés par la perte de leur patrimoine génétique.
Les nouvelles stratégies de protection du lion visent à renforcer les chances d'une coexistence pacifique à l'avenir entre les lions et les hommes : une exploitation des terres intégrée avec la faune, une réduction des conflits entre l'homme et le lion et la prévention du commerce illégal du lion et de ses produits dérivés. L'avenir de ces « gros chats » semble déjà sur une meilleure voie dans quelques grandes réserves de l'Afrique du Sud et de l'Est tandis que très précaire en Asie ; afin de pallier ce dernier point, le gouvernement indien a mis en place dans les années 2000 un projet de réintroduction du lion dans le Kuno Wildlife Sanctuary : l'Asiatic Lion Reintroduction Project.

#### Le lion en captivité
Les lions vivent en captivité depuis l'Antiquité, sur des périodes ponctuelles. Les Romains les utilisaient dans leurs Jeux par exemple. Il y a des lions en permanence en occident depuis la création des ménageries, ancêtres des parcs zoologiques, au XVIIIe siècle. En Amérique, le premier lion fut d'ailleurs exhibé à Boston en 1716. En outre, les activités de divertissement, comme le domptage dans les cirques ou même les combats de lion, nécessitent la mise en place d'élevages. Les lions se reproduisent très bien en captivité et peuvent y vivre une vingtaine d'années, le record étant détenu par une lionne du zoo d'Honolulu née en 1986.

##### Historique
Les monarques assyriens en élevaient au IXe siècle av. J.-C. et Alexandre le Grand, selon la légende, vivait avec des lions apprivoisés par les Malhi du nord-ouest de l'Inde. Plus tard, les Romains organisateurs des jeux en conservaient. Ainsi, des Romains célèbres comme Sylla, Pompée, Jules César, ont ordonné la capture de centaines de lions à la fois. Marco Polo rapporte que les princes indiens continuaient à en apprivoiser et que Kubilai Khan gardait même des lions à l'intérieur de ses habitations.
William de Malmesbury rapporte lui que des lions ont été conservés en Angleterre, à Woodstock par la volonté d'Henri Ier, le lion étant présent sur les héraldiques anglaises.

##### Les zoos

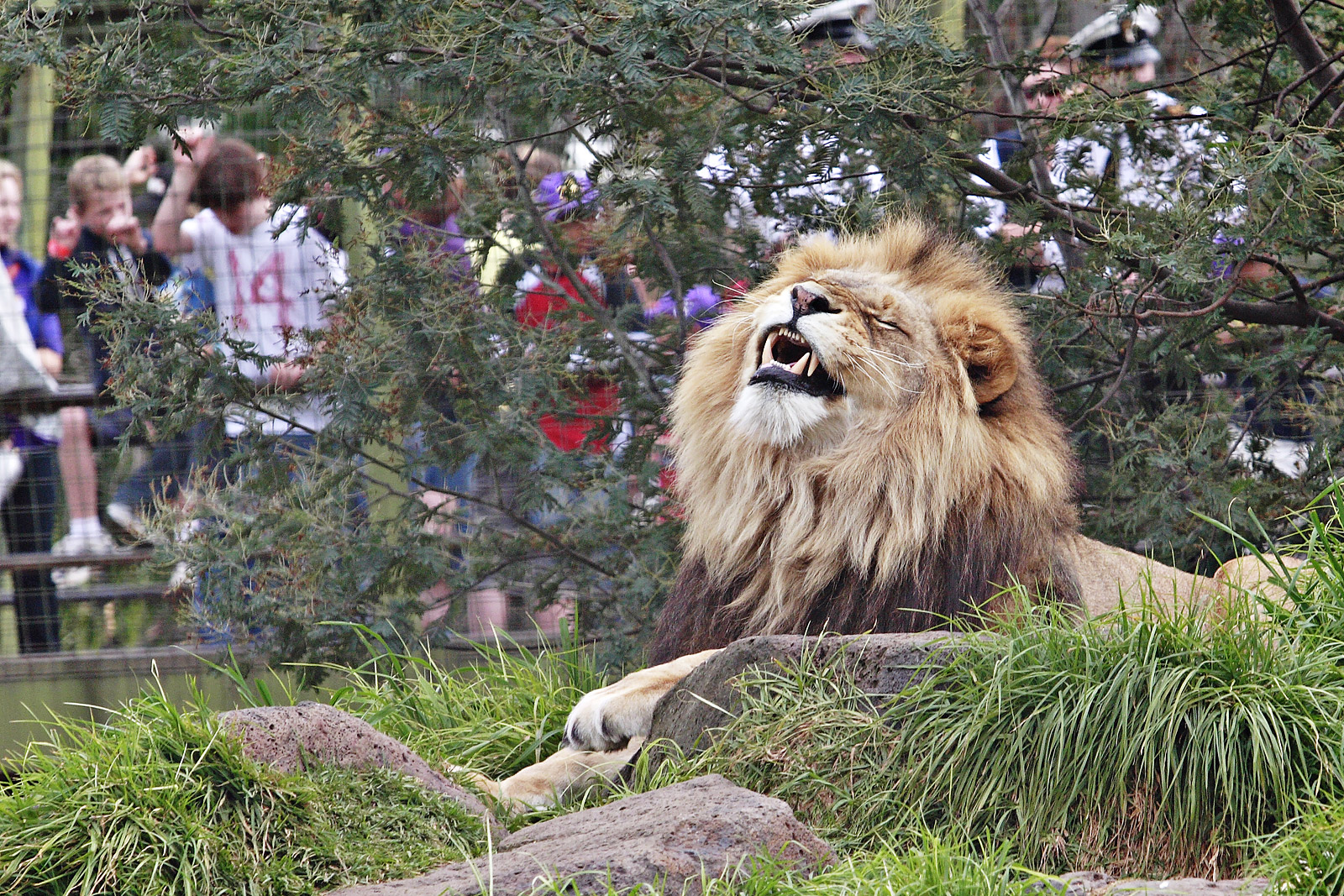
Flehmen de Lion au zoo de Melbourne.

Comme les tigres ou les requins, le lion attire le public, ils sont donc très présents dans les parcs zoologiques. Aussi les 2002 zoos existants détiennent environ 1000 lions africains et 100 lions asiatiques dans les années 2000. Ils permettent de sensibiliser le public à l'environnement et à la conservation de ces espèces.

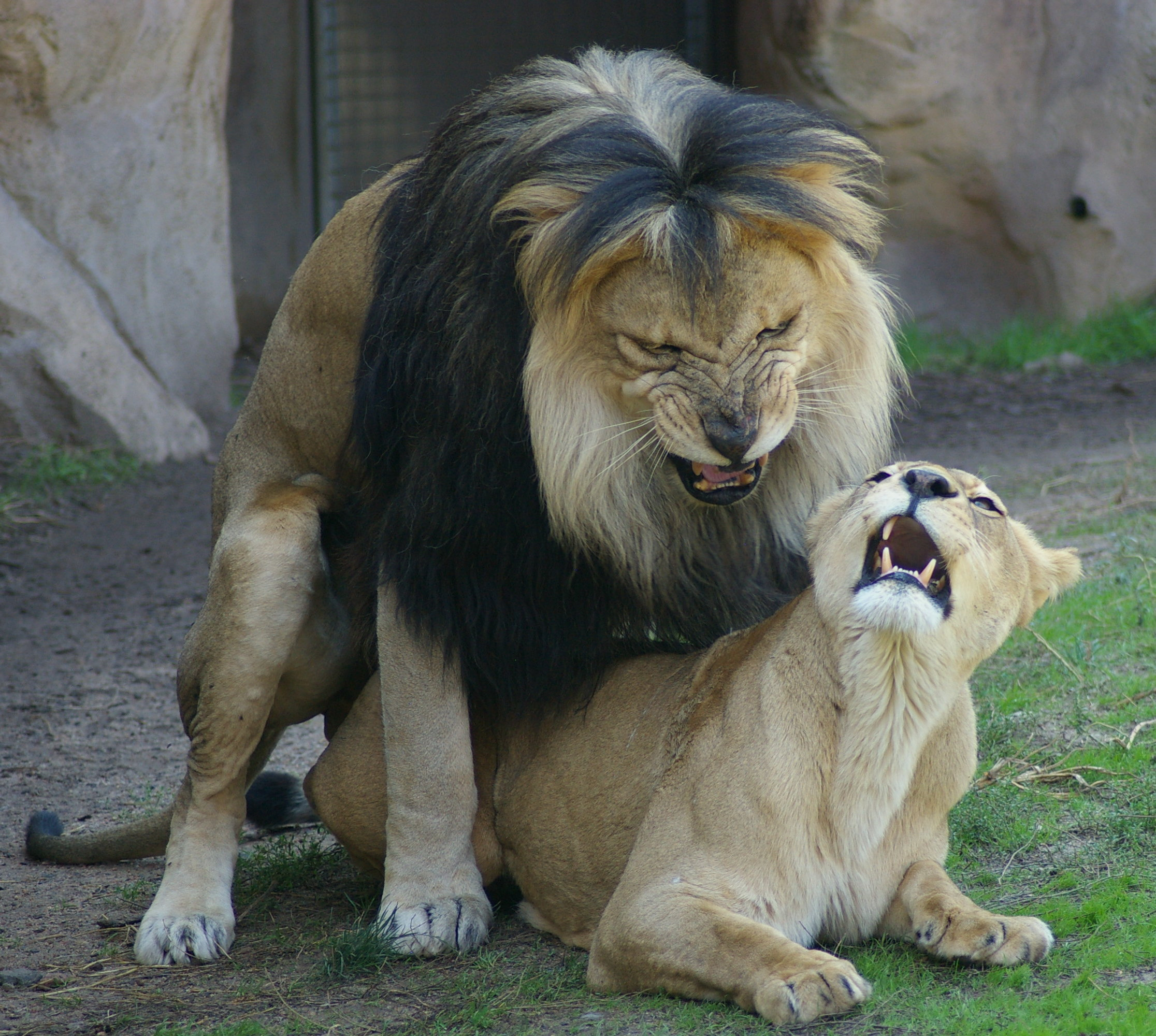
Accouplement d'un lion et d'une lionne (zoo de Denver).

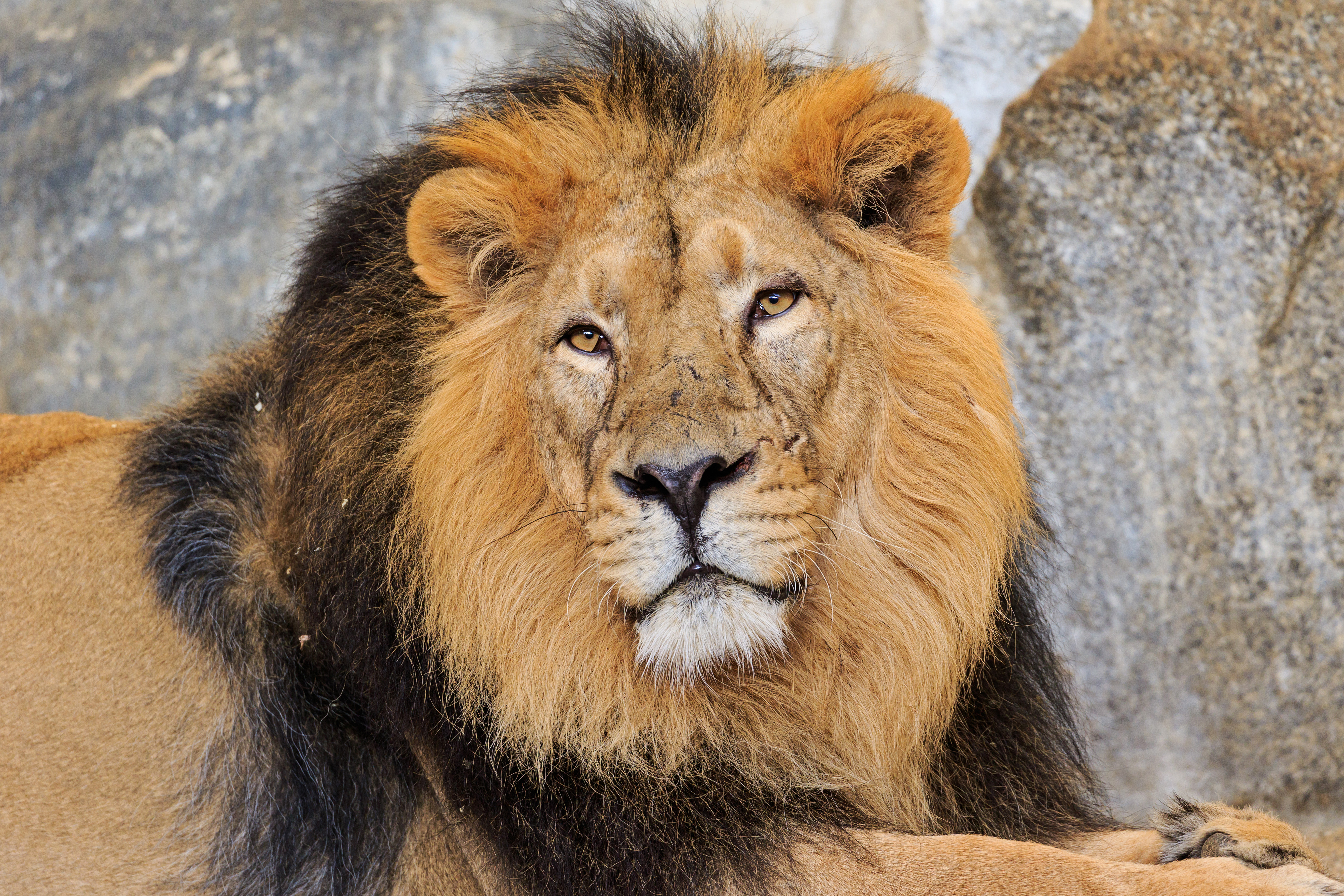
Lion mâle adulte au zoo de Berlin.

Des programmes d'échange existent depuis longtemps pour diversifier le patrimoine génétique des lions en captivité, cependant ils ne tenaient pas compte des sous-espèces, créant une pollution génétique au sein des populations de diverses origines. Les programmes actuels commencent à en tenir compte et essaient de ne plus reproduire ensemble des lions de sous-espèces différentes. Le Species Survival Plan est une coordination des efforts en ce sens par l'Association américaine des Zoos et des Aquariums. En 1982, des procédures ont été mises en place en Amérique du Nord pour préserver le patrimoine génétique du lion asiatique. Le volet pour les lions africains a débuté lui en 1993, plus particulièrement pour la sous-espèce sud-africaine. La plupart des individus détenus sont cependant d'origine incertaine, ce qui rend leur réintroduction impossible ou presque.
La sous-espèce du lion de l'Atlas n'est existante qu'à travers d'animaux détenus par des zoos. On peut en apercevoir douze au zoo de Port Lympne dans le Kent, au Royaume-Uni. Ceux-ci descendent tous d'animaux ayant appartenu au roi du Maroc. Onze spécimens, considérés comme des lions de l'Atlas, sont également détenus par le zoo d'Addis-Abeba, un spécimen est identifié au Neuwied Zoo, quelques spécimens au zoo d'Amnéville. La WildLink International, en collaboration avec l'Université d'Oxford, ont lancé un programme international ambitieux d'élevage conservatoire appelé Barbary Lion Project et qui vise à identifier et à reproduire ces lions afin de les réintroduire dans un parc national du Maroc,.

##### Les spectacles de lions

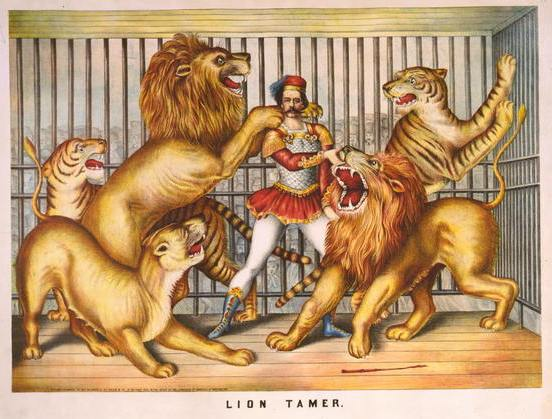
Lithographie de dompteur de 1873.

Les combats d'animaux générant des paris étaient courants au XVIIIe siècle. Des combats entre lions et chiens en général ont été organisés à Vienne en Autriche à partir de 1800 et en Angleterre à partir de 1825,.
Les pionniers du domptage sont Henri Martin,,, un Français, et Isaac Van Amburgh, un Américain. Ils ont commencé au milieu du XIXe siècle et leurs techniques ont été très rapidement copiées. Martin créera lors du troisième Cirque Olympique à Paris en 1831, une pantomime à grand spectacle, abrité derrière un grillage, appelée « les Lions de Mysore » avec ses lions Néron et Cobourg, son tigre Atyr. Isaac Van Amburgh fit une tournée en Angleterre, devant la reine Victoria. Il copia rapidement le spectacle du Français. Plus que le traditionnel domptage de chevaux, le domptage de fauve voulait marquer la supériorité humaine sur les forces brutes naturelles. Jean-Baptiste Pezon est un autre dompteur de lions célèbre. Clyde Beatty est probablement le premier dompteur à avoir utilisé le support surélevé sur lequel les fauves viennent s'asseoir.
Cette tradition est toujours vivace ; certains dompteurs actuels, comme le duo de magiciens Siegfried & Roy et leurs lions blancs, sont toujours célèbres. Les dompteurs et dompteuses sont aussi actifs dans le Cirque et le cirque-parc, surtout depuis la popularisation du zoo et l'aménagement des zoos comme attractions touristiques. Ainsi, de véritables zoos de fauves existent : le zoo de San Diego (Californie), le parc des félins de Thoiry (Yvelines), etc.

##### La détention de lions
Certains individus ou entreprises privées élèvent des lions, leur détention est soumise pour de nombreux pays à des autorisations spécifiques. Bien souvent, ces animaux sont détenus dans des conditions ne permettant pas leur bien-être du fait entre autres du manque d'espace. En France, régulièrement, des actions de saisie ont été menées par l'administration même si certaines associations les trouvent peu virulentes. L'Inde interdit même la possession de lion depuis 1998. En outre, de nombreux animaux s'évadent, donnant lieu à des battues qui se soldent souvent par l'abattage de l'animal.
En Afrique, le couple George et Joy Adamson est célèbre pour avoir élevé et apprivoisé la lionne Elsa. Son histoire a été à l'origine de plusieurs livres, de documentaires, d'une adaptation cinématographique ainsi qu'une série télé.

##### Le trafic de lions

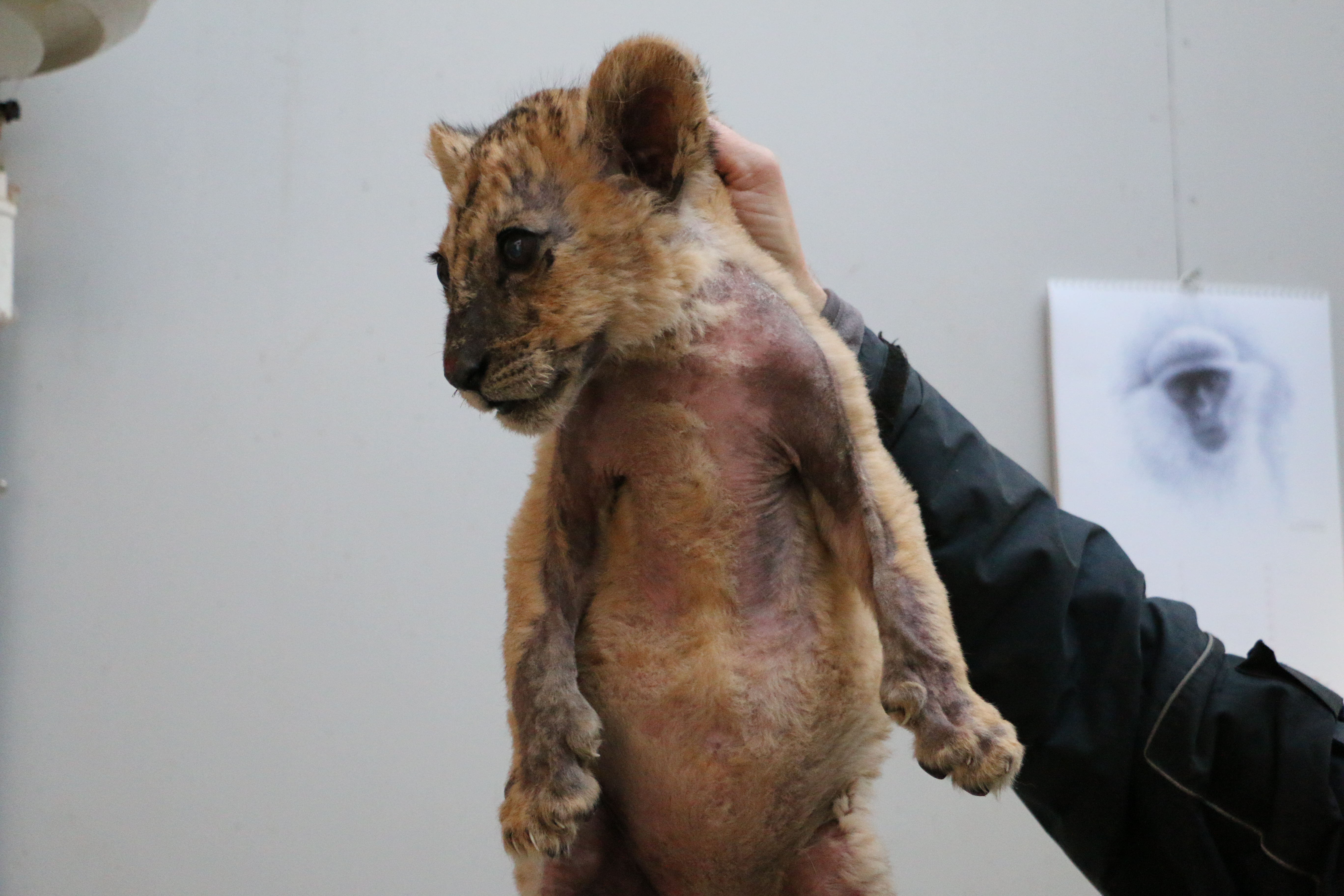
Le lionceau d'Amnéville arrivant à l'Espace Zoologique de Saint Martin la Plaine avec de graves carences.

Si la détention de ce genre d'animaux est interdite pour les particuliers (Animaux dangereux/Code de l'environnement), le trafic de félin connaît une triste mode et s'est accentué ces dernières années avec les réseaux sociaux. D'après l'association One Voice, les cirques procureraient les animaux illégalement en cachant les naissances.
En octobre 2018, un lionceau a été saisi en banlieue parisienne à Valenton chez un particulier et une petite lionne de quelques semaines fût découverte le même jour dans un garage à Marseille. La santé de cette dernière était très préoccupante. Ils ont été pris en charge par l'équipe de l'Espace Zoologique de Saint Martin la Plaine, dans les locaux de l'association Tonga Terre d'Accueil, refuge pour animaux sauvages saisis ou abandonnés, afin d'y être soigné. Quelques semaines plus tard, en novembre 2018, un troisième lionceau est découvert par des policiers. Celui-ci fût trouvé à Paris sur les Champs-Élysées dans une Lamborghini. Fin novembre, les trois lionceaux seront réunis pour qu'ils puissent grandir ensemble. En février 2020, une nouvelle lionne de deux mois est abandonnée par un particulier devant le zoo d'Amnéville, le félin sera également placé à l'association Tonga Terre d'Accueil à l'Espace Zoologique de Saint Martin la Plaine et y rejoindra les trois autres lionceaux.
En octobre 2019, un an après l'arrivée des premiers lionceaux, l'association Tonga Terre d'Accueil annonce le départ des quatre lionceaux dans un sanctuaire d'Afrique du Sud. Ils quitteront Saint Martin la Plaine le 10 octobre 2019.

#### Image du lion chez l'homme

##### Lion dans lesmythologieset religions

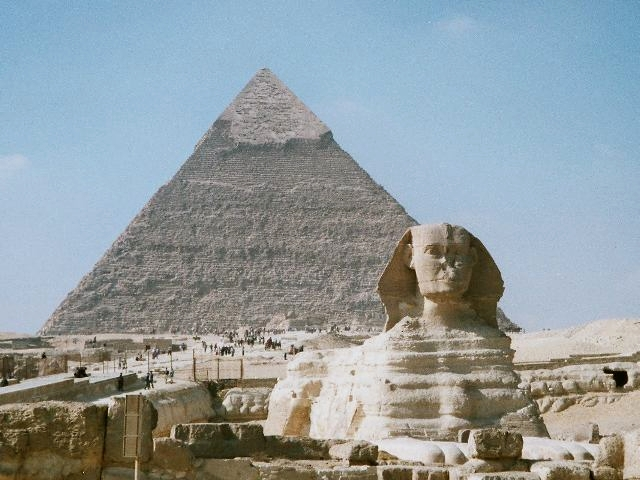
Sphinx de Gizeh.

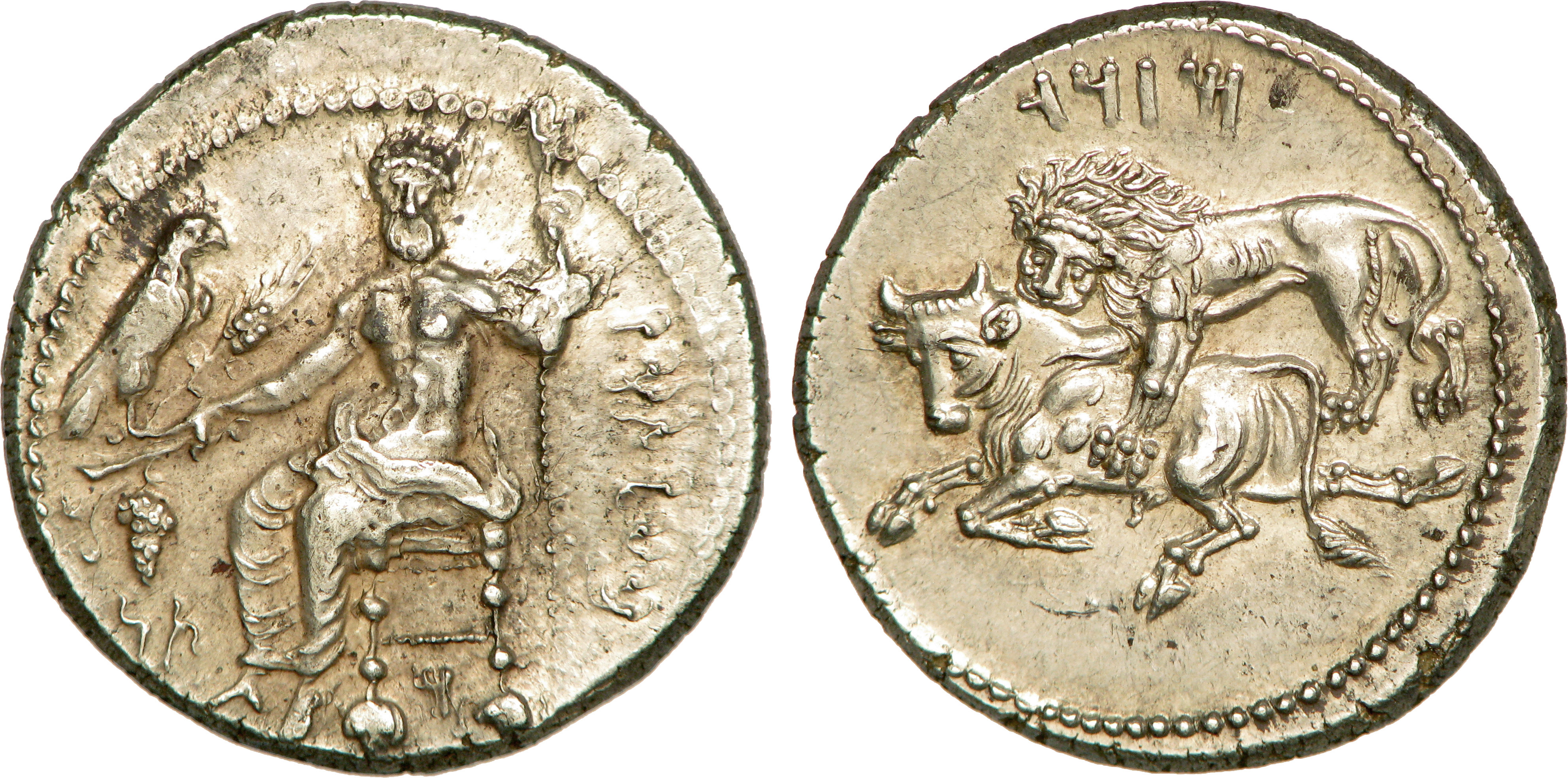
Statère du satrape Mazaios représentant un lion dévorant un taureau.

Dans de nombreuses cultures antiques, le lion jouait un rôle symbolique important. En Égypte, les pharaons furent représentés par des sphinx, lions à la tête humaine. La plus célèbre de ces représentations est le Grand Sphinx de Gizeh. Sekhmet fut vénérée en tant que déesse au corps humain et à tête de lionne, envoyée par Rê contre les Égyptiens qui complotaient contre lui. Des divinités mineures, comme le génie Nebneryou qui accueille les défunts au royaume des morts ou Mihos, le fils de Bastet à tête de lion, ont existé, comme de nombreuses divinités hybrides possédant une partie du corps du lion : Pachet, Aker, Dédoun ou Tefnout par exemple.
Dans la mythologie grecque, les lions apparaissent dans diverses fonctions : le lion de Némée, représenté comme une bête mangeuse d'hommes à la peau impénétrable, fut tué par Héraklès, durant ses douze travaux. Dans l'histoire d'Androclès, une des fables d'Ésope, le héros, un esclave échappé, retire une épine de la patte d'un lion ; quand, plus tard, pour le punir de son évasion, il fut jeté par son maître au lion pour être dévoré, l'animal le reconnut et refusa de tuer l'homme.
Dans les religions judéo-chrétiennes, le lion est un animal polysémique, surtout dépeint à travers les images positives de saint Jérôme et son lion, du tétramorphe (lion de saint Marc) et de Daniel épargné par les lions ; cependant, une connotation négative lui est associée par un passage de Pierre faisant référence à Satan qui déambule « tel un lion cherchant une proie à dévorer ». Ainsi, le lion revient très souvent dans les églises catholiques car il représente la force du croyant combattant le péché, et dans les objets : bracelets en patte de lion, siège épiscopal sculpté à l'effigie du lion, sur le socle des chandeliers, les portails d'église… À l'époque romaine, pendant les persécutions, les chrétiens étaient jetés aux lions ; d'où l'expression « être jeté aux lions ».

##### Iconographie

###### Premières représentations du lion au Paléolithique
Les chasseurs du Paléolithique supérieur (Aurignacien) représentaient déjà le lion il y a plus de 30 000 ans. Le lion des cavernes peut être facilement identifié en raison de la présence d'un toupet de poil au bout de la queue dans les représentations du Paléolithique. Le lion est représenté la face tournée vers l'observateur et non de profil dans l'art préhistorique africain en raison de légendes qui lui attribuent des pouvoirs magiques liés à son regard. L'homme lion, sculpture d'ivoire de mammouth de près de 30 centimètres de haut, représentant le corps d'un homme surmonté d'une tête de lion des cavernes, compte parmi les œuvres d'art les plus impressionnantes de cette époque, mais également parmi les plus anciennes de toute l'histoire de l'humanité. Elle incarnait peut-être une divinité.

###### Représentations en Occident

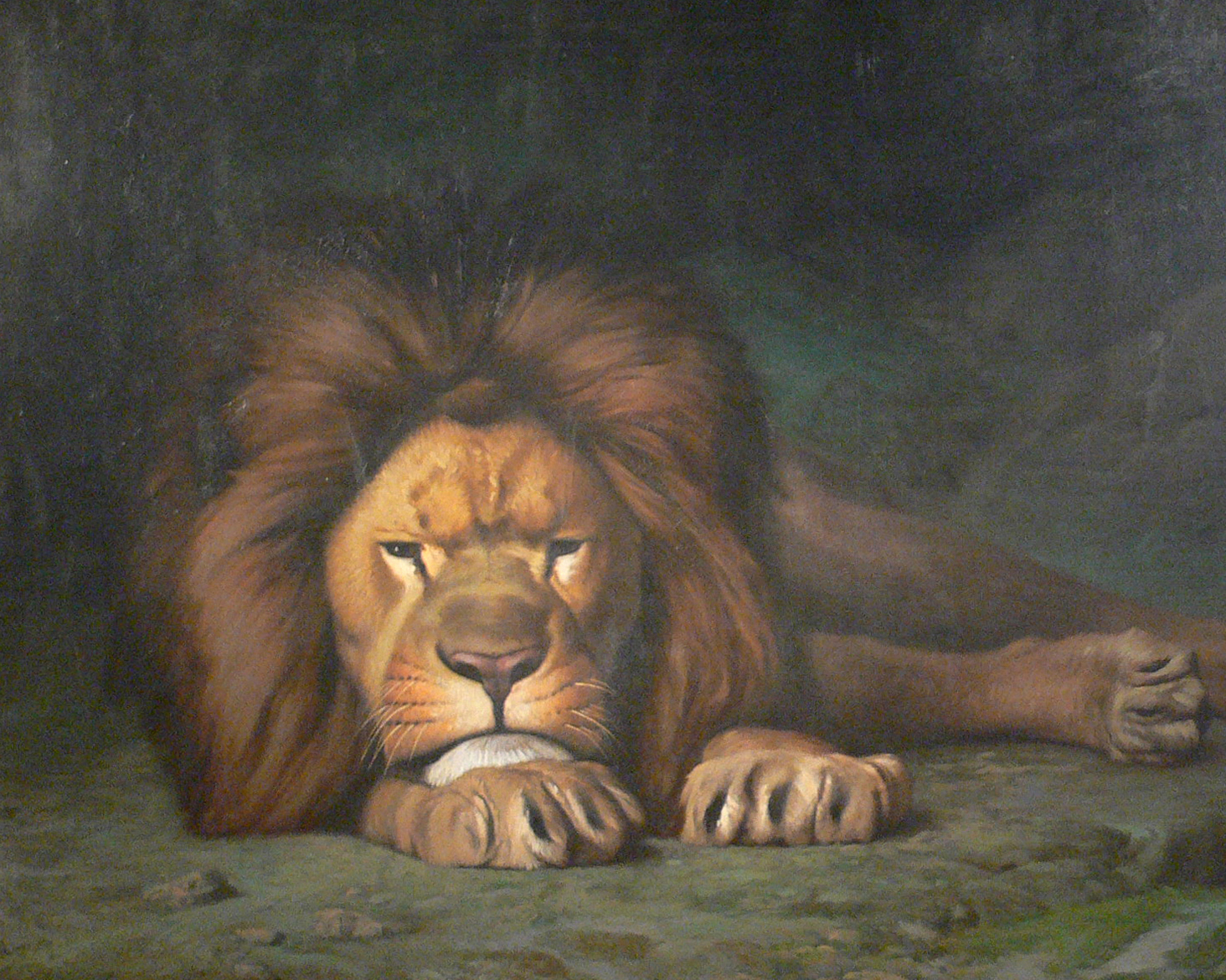
Nominor Leo - Tableau de Jean-Léon Gérôme, exposé au Musée Georges-Garret de Vesoul.

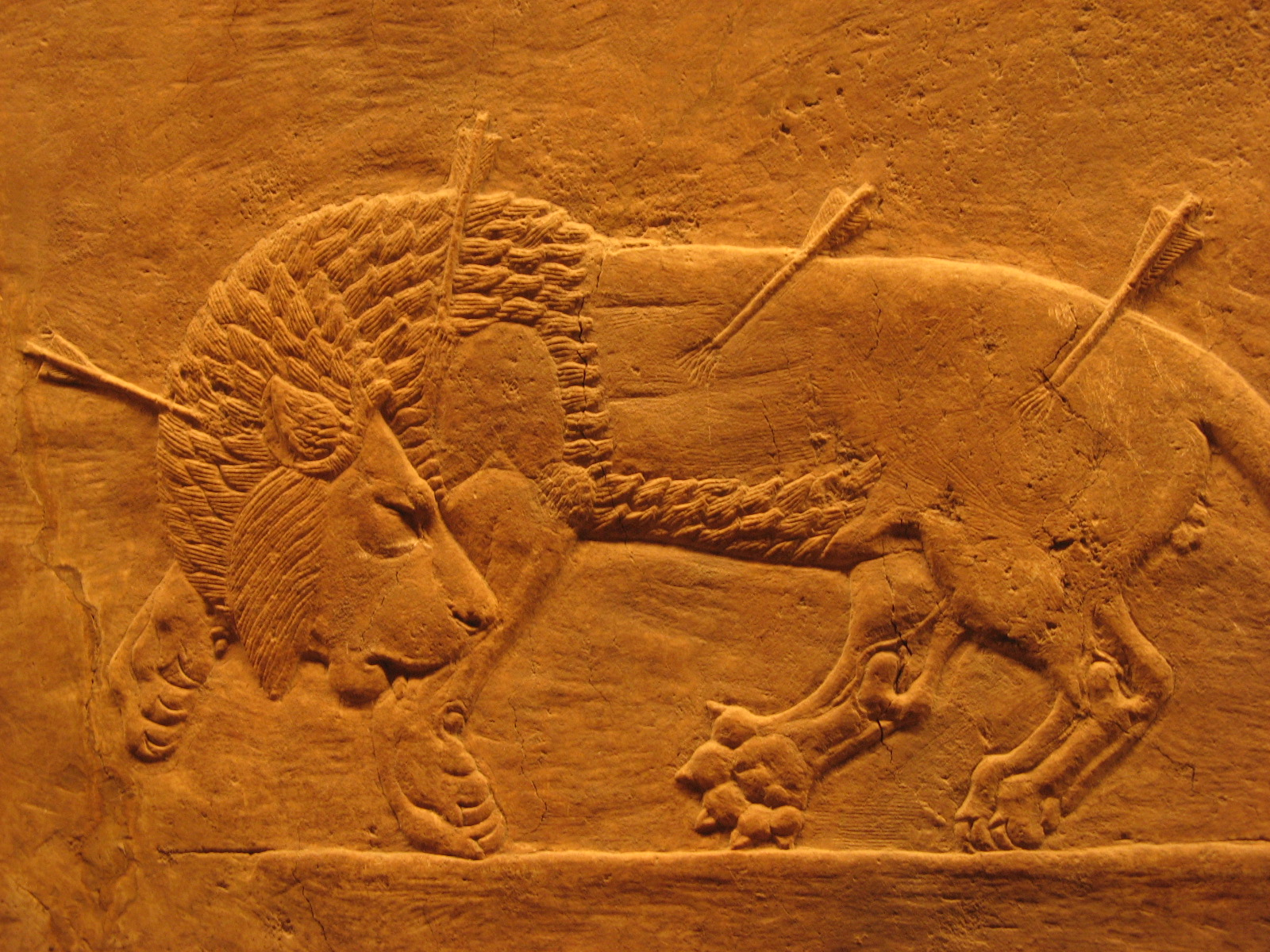
Lion criblé de flèches.
Bas-relief dans le palais nord de Ninive.

Le lion est aussi souvent représenté dans les arts figuratifs. Le lion prend l'image de la royauté et du Soleil et se développe dans tout le Proche-Orient. À Babylone par exemple, la voie processionnelle est décorée de bas-reliefs en carreaux de céramique en forme de lion du temps de Nabuchodonosor II. L'art assyrien, qui a influencé l'art des steppes puis l'art des nombreuses peuplades conquises par les nomades guerriers, dépeint également de nombreuses chasses aux lions, très réalistes. Ce type de représentations visait à glorifier le roi, maître des bêtes, et également représenter la défaite de l'ennemi. Le thème d'un dangereux animal sauvage, souvent un félin ou un ours, se jetant sur sa proie est très fréquent. L'art assyrien a apporté le goût du réalisme et du naturalisme à ses peuplades, qui s'est ensuite transmis dans toute l'Eurasie, et notamment les peuples germaniques et asiatiques.
Chez les Grecs et les Romains, le lion fait figure de gardien ; ainsi, la porte des lionnes protège le palais d'Agamemnon contre les ennemis et les démons. Dans l'art grec, le motif des scènes de chasse du lion de Némée dont la peau est l'attribut de Héraklès est très présent. Chez les Romains, il est également très représenté comme animal du cirque, combattant contre des gladiateurs. Dans l'art chrétien, le lion accompagne parfois saint Jérôme, ou la force, c'est le symbole de Marc l'Évangéliste, de la royauté. Roi des animaux dans le bestiaire médiéval, il est très présent dans l'art monumental.
À partir de la Renaissance, les représentations animales deviennent de plus en plus anatomiquement précises : les artistes s'exercent à la représentation de sujets réels détenus dans les zoos. Le Douanier Rousseau est célèbre pour ses peintures de la jungle, et notamment pour La bohémienne endormie où un lion solitaire s'approche d'une bohémienne endormie dans le désert. Au XIXe siècle, de nombreuses illustrations zoologiques faites par les naturalistes montrent précisément le lion. En sculpture, le Lion de Lucerne a été sculpté pour commémorer les 760 morts et 350 survivants mercenaires suisses lors de la prise d'assaut du Palais des Tuileries à Paris par les révolutionnaires.

###### Représentations asiatiques

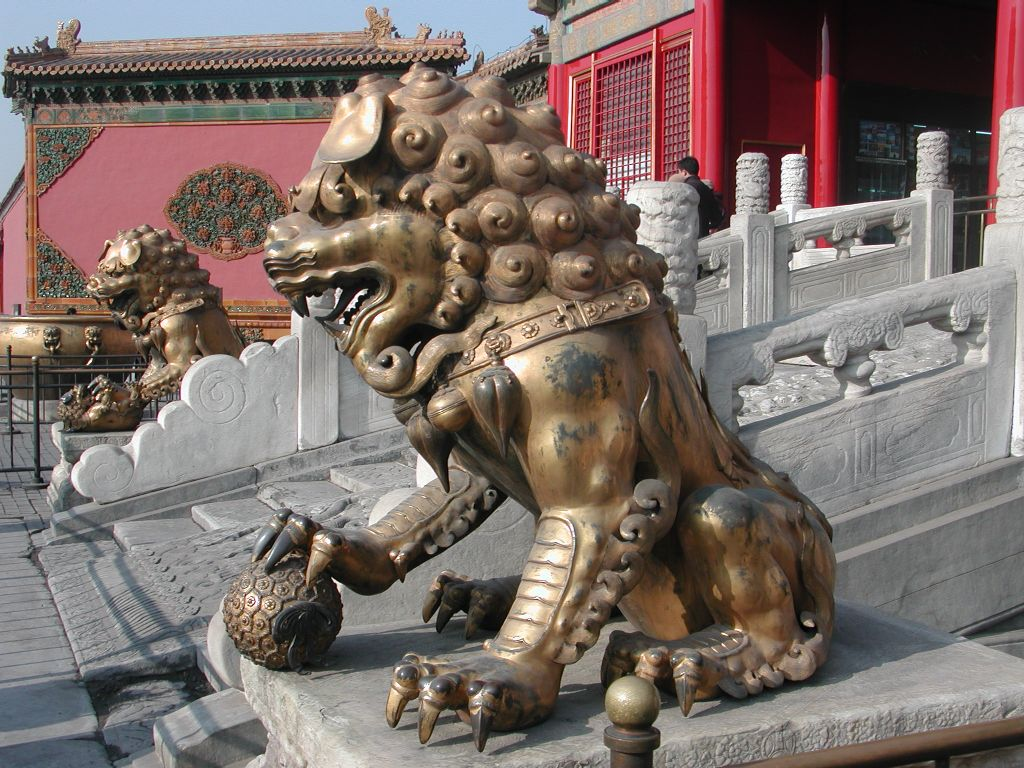
Lions gardant la Cité interdite.

Le lion n'est présent en Asie que dans la péninsule indienne, il est pourtant très présent dans l'art statuaire de l'ensemble des pays asiatiques. Des lions, représentés avec une crinière bouclée, montent la garde devant les pagodes, comme celle de Kuthodaw ou dans les temples bouddhistes. Originaire d'Inde, la danse du lion est une danse traditionnelle effectuée au nouvel an chinois pour faire fuir les démons et apporter la chance.

###### Une figurehéraldique

Blason de la Norvège.

La fascination des hommes pour cet animal est visible dans la multiplicité d'écussons sur lesquels il est illustré, au point qu'un proverbe affirme : « Qui n'a point d'armes porte un lion »,. Ainsi, on le retrouve, entre autres, sur les blasons de l'Écosse, de la Norvège, de la Belgique, de la Tchéquie ou de villes comme Lyon. Le lion est représenté le plus souvent rampant, c'est-à-dire dressé sur ses pattes arrière, mais de très nombreuses formes existent : léopardé, lampassé, ramassé, morné, etc. Le lion en héraldique est appelé lion avec la tête de profil et léopard avec la tête en face ; ainsi les lions du blason anglais sont des léopards. Une symbolique basée sur la figure du lion a pu être créée ; par exemple, un lion d'argent sur champ de sinople symboliserait la tempérance et, selon Marcel Brion, les divers lions héraldiques sont issus de lointaines croyances préhistoriques. Bien qu'il soit considéré comme le « roi des animaux », le lion est sans autorité sur les oiseaux. C'est cet antagonisme entre l'aigle, seigneur des cieux et symbole du pouvoir impérial, et le lion qui va motiver le choix de faire figurer l'animal sur des armoiries. La connaissance du lion par les Européens remonte au temps où le lion s'étendait autour de la Méditerranée.
Le lion est le symbole national de l'Inde, et figure sur ses armoiries sous la forme des lions de l'empereur indien Ashoka.

###### Utilisation commerciale
La figure du lion est utilisée par de nombreuses marques, non seulement pour le symbole considéré comme positif, mais aussi par récupération. Par exemple, la marque automobile Peugeot utilise comme symbole les armoiries de Sochaux depuis 1847. Ce lion héraldique est déposé en tant que logo depuis 1858. Plusieurs banques utilisent la symbolique positive liée au lion. Le Crédit lyonnais a un lion pour mascotte. Le groupe bancaire ING utilise un logo qui contient un lion orange. Plusieurs lions ont été utilisés pour créer le célèbre logo de Metro-Goldwyn-Mayer, société de production cinématographique américaine.

##### Littérature et cinéma

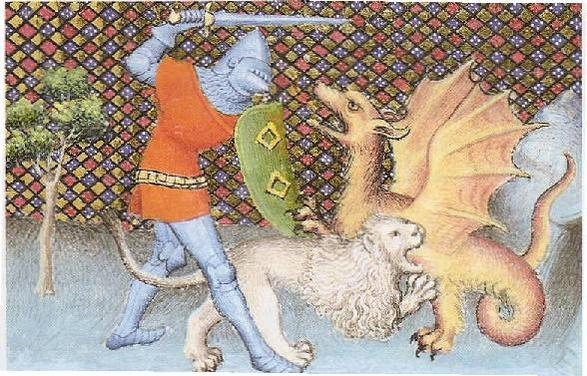
Yvain sauve un lion attaqué par un serpent. Manuscrit enluminé non identifié, peut-être XVe siècle.

Le Roman de Renart et Yvain ou le Chevalier au lion sont de grands ouvrages du Moyen Âge dépeignant le lion. L'œuvre littéraire antique ayant le plus influencé le Moyen Âge occidental reste le Physiologus, bestiaire antique écrit en grec au IIe ou IIIe siècle à Alexandrie, puis traduit en latin au IVe siècle. Cette base antique a donné au lion son image de roi des animaux et son assimilation au Christ ; c'est également du Physiologus que sont issues les caractéristiques attribuées au lion au Moyen Âge : il se tient en haut des montagnes, ses yeux sont ouverts même lorsqu'il dort et il réanime ses lionceaux mort-nés au bout de trois jours. Ces thèmes sont bien illustrés dans les enluminures des bestiaires médiévaux.
Jean de La Fontaine, imitant Ésope dans plusieurs de ses fables, fait du lion un des personnages principaux (notamment Le Lion et le Rat où le félin, impétueux, est opposé au rongeur, petit, faible mais patient). Joseph Kessel, en 1958, en a fait un roman : Le Lion, racontant l'histoire de la fille d'un directeur de parc naturel en Afrique qui est liée d'amitié avec King, un lion de la réserve et qui se voit demander en mariage par un guerrier masaï ; ce dernier, pour conquérir son cœur, veut lui montrer sa valeur en tuant un lion qui se trouve être King. C. S. Lewis dans sa saga du Monde de Narnia utilise le symbole du lion, « roi des animaux », à travers Aslan, dieu vivant combattant le mal, se sacrifiant pour le salut de son peuple et ressuscitant peu après. Dans l'heptalogie Harry Potter de J. K. Rowling, Gryffondor, l'une des maisons de l'école de sorcellerie Poudlard, est représentée par un lion. Ce lion symbolise le courage, la hardiesse, la force et la générosité, traits de caractère que sont censés avoir les élèves appartenant à cette maison.
Au cinéma avec, entre autres, le film d'animation à succès de Walt Disney Pictures Le Roi lion. Le lion est un personnage récurrent de nombreux films, de Tarzan au Magicien d'Oz, et de séries télévisées avec par exemple Daktari. Le lion est aussi décrit comme une menace pour l'homme comme dans The Man-eaters of Tsavo de John Henry Patterson en 1907 et dont on a tiré plusieurs films comme Bwana le diable en 1952 et L'Ombre et la Proie en 1996.

##### Le lion et les noms propres
Le lion est à l'origine des prénoms Léon et Lionel, un diminutif. En hébreu, on trouve les prénoms Arié (’aryeh, lion en hébreu et Ariel : « lion de Dieu » et dans Lavi (לביא)[Quoi ?].
En arabe, près de trois cents noms désignent le lion. Une consultation partielle du grand dictionnaire arabe - français de Kazimirski confirme ce nombre. Parmi eux figurent Assad ('asad, le nom zoologique), Abbas (`abbâs : « sévère, renfrogné ») et Hamza. Le turc connaît les formes Aslan (nom zoologique) et Arslan, cette dernière étant aussi la forme mongole. Ce prénom a donné en russe Rouslan. Le persan shir est connu par le général Shirkuh (« lion des montagnes »), oncle de Saladin, par la médersa Shir-Dor (ou Cher-Dor) (« porte des lions ») à Samarcande et, avec un élargissement de sens au tigre en hindî, par Shere Khan, le tigre du Livre de la jungle.
Que le lion ait l'image d'un animal fort et courageux s'explique par le fait que, jusqu'il y a peu, des hommes de guerre étaient surnommés par son nom. Parmi les plus récents, le seigneur de guerre afghan Ahmed Chah Massoud était appelé par ses partisans le « lion du Panshir », l'empereur éthiopien Hailé Sélassié se fit appeler le « lion conquérant de la tribu de Juda ». Si le futur roi de France Louis VIII fut surnommé « le lion » pour son courage lorsqu'il vainquit les Anglais à la bataille de la Roche-aux-Moines, a contrario, pour Richard Ier d'Angleterre ce ne sont ni sa force ni son courage, mais ses sautes d'humeur qui lui valurent, en France, d'être surnommé « Cœur de Lion », en référence à l'imprévisibilité de l'animal.
Le qualificatif de lion est aujourd'hui élogieux, le joueur de football camerounais de l'équipe des Lions indomptables Roger Milla était appelé « le vieux lion » par ses compatriotes parce qu'il fut le plus vieux joueur de champ et le plus vieux buteur de l'histoire de la Coupe du monde de football.